# Chelsea Football Club
El Chelsea Football Club (AFI: ˈtʃɛɫsiː), conocido simplemente como Chelsea, es un club de fútbol inglés con sede en el distrito de Fulham, en la ciudad de Londres, capital de Inglaterra. Fue fundado el 10 de marzo de 1905. Actualmente compite en la Premier League, máxima categoría del fútbol inglés. Disputa sus partidos como local en el estadio de Stamford Bridge, el cual tiene una capacidad para 41 000 espectadores, y en el que ha disputado sus encuentros como local desde su creación.
Como uno de los clubes más laureados del fútbol inglés, el Chelsea tuvo su primer momento de éxito en 1955, cuando ganó su primer campeonato de liga, y posteriormente consiguió otras importantes competiciones de copa durante los años 1965 y 1990. El club ha tenido su mayor y más importante período de éxito en las últimas dos décadas, ganando un total de 22 trofeos oficiales desde 1997.
A nivel nacional, ganó seis campeonatos de liga, ocho FA Cups, cinco Football League Cups y cuatro Community Shields. En el ámbito europeo y mundial, ha obtenido dos Liga de Campeones de la UEFA, dos Ligas Europa de la UEFA, una Liga Conferencia de la UEFA, dos Recopas de Europa, dos Supercopa de Europa y dos Copas Mundiales de Clubes FIFA dando un total de 11 títulos internacionales, lo que lo convierten en el segundo equipo inglés en el palmarés, tras el Liverpool F. C. (14).
El Chelsea es el primer y único club de Londres en ganar la Liga de Campeones, la Supercopa de Europa, la Copa Mundial de Clubes, y el primer equipo en ganar los campeonatos a nivel de clubes de Europa organizados por la UEFA y la FIFA (Liga de Campeones, Liga Europa, Recopa de Europa,  Copa Mundial de Clubes y Liga Conferencia de la UEFA).
Junto con Manchester United, Liverpool y Manchester City, son los únicos equipos del Reino Unido que pertenecen al grupo de los 31 clubes en el mundo que han ganado el máximo campeonato de clubes de fútbol a nivel mundial. Chelsea lo logró el 12 de febrero de 2022 cuando se consagró campeón de la Copa Mundial de Clubes 2021 disputada en los Emiratos Árabes Unidos, al derrotar al representante de la Copa Libertadores de América, el Palmeiras de Brasil por 2-1 en el Estadio Mohammed bin Zayed.
El color tradicional del equipo es el azul real para la camiseta y pantalones, mientras que el blanco es usado en las medias. El escudo del club ha cambiado en varias ocasiones por cuestiones de estilo o para modernizar su imagen. El escudo actual, compuesto por un león rampante sosteniendo un bastón, tuvo su versión original en los años 1950, siendo modificado por última vez en 2005. El club disfruta de una gran base de aficionados, con los cuales posee el quinto mejor promedio de asistencia en el fútbol británico. En 2018, el Chelsea tenía 72,2 millones de seguidores en las redes sociales, el cuarto más alto entre los clubes de fútbol.
La máxima rivalidad histórica es con el Fulham Football Club en lo que se conoce como el Derby del Oeste de Londres aunque también mantiene rivalidad con el Arsenal y Tottenham Hotspur.

## Historia

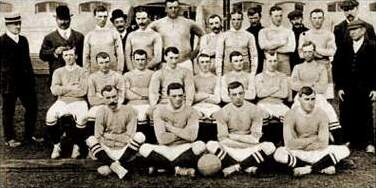
Primer equipo del Chelsea en septiembre de 1905.

El gráfico muestra el progreso en la liga del Chelsea desde la temporada 1905-06.

En 1904, el empresario Gus Mears y su hermano Joseph adquirieron el Stamford Bridge, un estadio de atletismo al cual Mears planeaba convertirlo en uno de fútbol. La familia le ofreció el estadio al Fulham Football Club, pero la oferta fue rechazada. Como consecuencia, los propietarios decidieron fundar su propio club para ocupar su nuevo estadio. Como ya existía un club llamado Fulham, los fundadores decidieron adoptar el nombre del adyacente barrio de Chelsea para el nuevo club, habiendo rechazado nombres como Kensington Football Club, Stamford Bridge Football Club y London Football Club.
Los hermanos Mears fundaron formalmente el Chelsea Football Club el 10 de marzo de 1905 en el pub The Rising Sun ―actualmente The Butcher's Hook― en Fulham Road. Poco después de su fundación, fue elegido para participar en la Football League.
El club ascendió a la máxima categoría en su segunda temporada de existencia y osciló entre las primeras dos divisiones del fútbol inglés en sus primeros años. Llegó a la final de la FA Cup en 1915, donde fue derrotado 3-0 por el Sheffield Wednesday en Old Trafford y finalizó tercero en la First Division en 1920, su mejor posición en liga hasta ese momento. Chelsea ganó gran reputación por la firma de jugadores de renombre y por mostrar espectáculo durante los partidos, aunque causó muy poco impacto durante el período comprendido entre la primera y segunda guerras mundiales.
El exdelantero del Arsenal y de la selección de fútbol de Inglaterra, Ted Drake, se convirtió en entrenador del Chelsea en 1952 y procedió a modernizar al club. Se eliminó el escudo del Pensionista de Chelsea y se mejoró la cantera del club y la forma de entrenar del equipo, llevando al Chelsea a su primer campeonato de liga en la temporada 1954-55. La temporada siguiente, la UEFA creó la primera Copa de Campeones de Europa, pero después de objeciones por parte de la Football League y de la FA, el Chelsea se vio obligado a retirarse del torneo antes de que este comenzara. Chelsea no pudo proceder este éxito, y pasó el resto de la década de 1950 en la mitad de la tabla. Drake fue destituido en 1961 y sustituido por el jugador-entrenador Tommy Docherty.
Docherty armó un equipo con varios jóvenes talentosos que lucharon por consagrarse en algún torneo durante toda la década de 1960 y soportaron muchos fracasos. El equipo estaba en camino a conseguir un triplete en la temporada 1964-65 ―First Division, FA Cup y Football League Cup―, ganando solamente la League Cup, mientras que en las otras dos competiciones no logró consagrarse como campeón.
En tres temporadas los «blues» fueron eliminados en las semifinales de varias competiciones importantes, logrando solamente un subcampeonato de la FA Cup. No fue sino hasta 1970 cuando el Chelsea logró el campeonato de la FA Cup por primera vez en su historia, superando al Leeds United por 2-1 en la final de desempate. Un año después, Chelsea logró consagrarse en su primera competición europea, cuando ganó la Recopa de Europa en otra final de desempate, al haber derrotado al Real Madrid por 2-1 en Atenas.

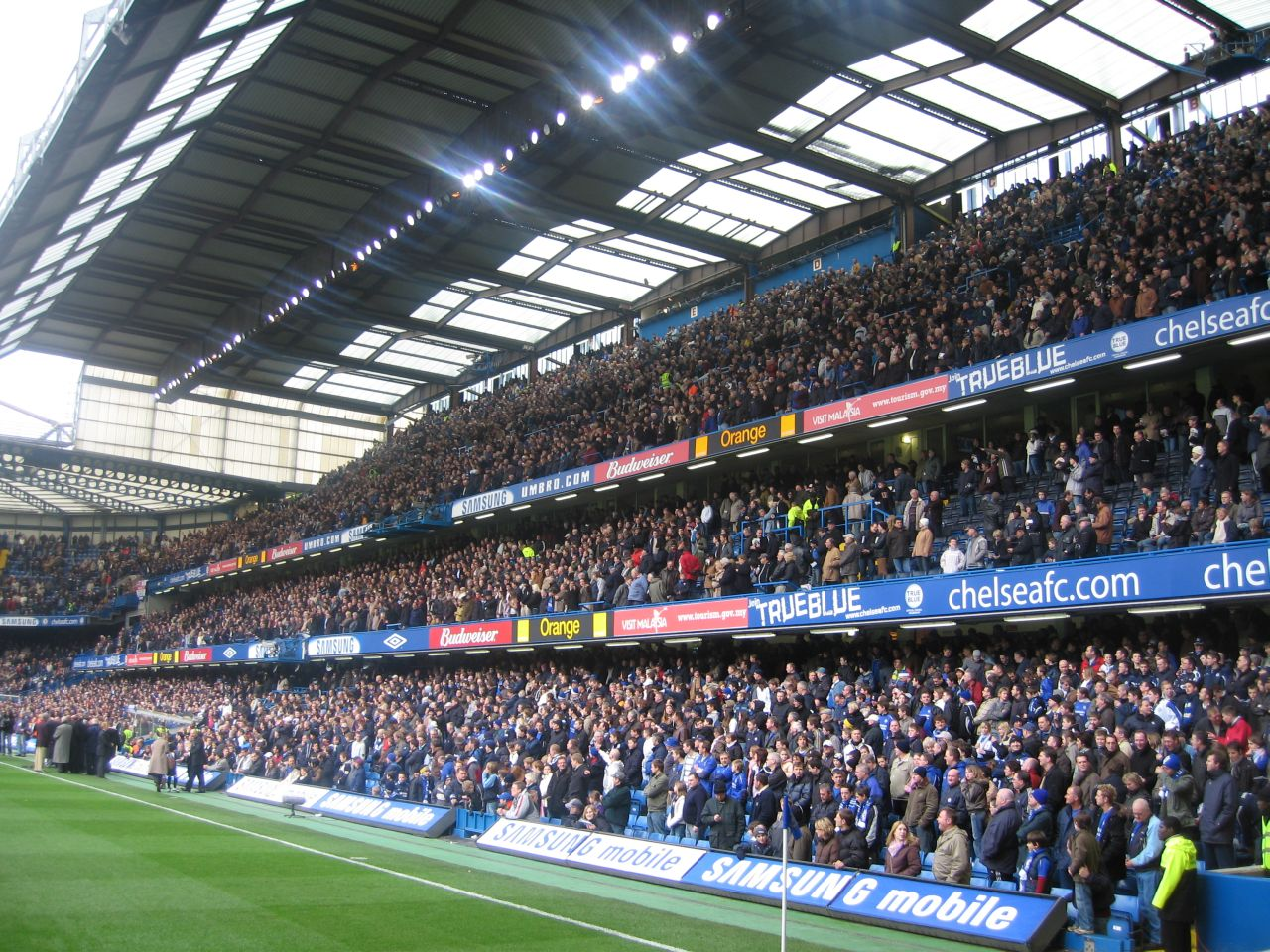
La construcción de la gradería Este causó muchos de los problemas financieros del club durante los años 70 y 80.

A finales de los años 70 y durante la década de los 80 comenzó un período turbulento para el Chelsea F. C. Una ambiciosa modernización de Stamford Bridge puso en peligro la estabilidad financiera del club.
Los jugadores estrella fueron vendidos y el equipo fue relegado a la Second Division. Otros problemas fueron causados por el surgimiento de los hooligans, los cuales fueron la plaga del fútbol inglés durante toda la década.
En 1982, en medio de una fuerte crisis financiera, Ken Bates compró al Chelsea por la increíble suma de £1, aunque después la plena propiedad del Stamford Bridge fue vendida a promotores inmobiliarios, lo que significaba que el club pudo haber perdido su estadio.
En el campo de juego las cosas mejoraron un poco, pero la irregularidad aún estaba presente. Estuvieron cerca de descender a la Third Division en la temporada 1982-83, pero con la llegada de John Neal se pudo armar un impresionante equipo con un desembolso mínimo. Chelsea ganó el título de la Second Division en la temporada 1983-84 y logró establecerse en la First Division antes de descender nuevamente en 1988. El club logró ascender un año después con otro título de Second Division para no volver a descender otra vez.
Después de una larga batalla legal, Bates logró reunir la plena propiedad del estadio con el club en 1992 al llegar a un acuerdo con sus acreedores después de que los promotores inmobiliarios se fueran a la quiebra por un desplome del mercado.
La nueva forma de jugar del Chelsea en la Premier League era poco convincente a pesar de que llegó a la final de la FA Cup en 1994. No fue sino hasta la llegada en 1996 de Ruud Gullit como jugador-entrenador cuando la suerte del club cambió. Gullit añadió varios jugadores de clase mundial al equipo, dándole su segunda FA Cup en 1997 y llevándolo nuevamente a ser uno de los mejores equipos de Inglaterra. Después, Gullit fue sustituido por Gianluca Vialli, quien llevó al equipo a conseguir la Football League Cup, la Recopa de Europa y la Supercopa de Europa en 1998; la FA Cup en 2000 y la clasificación a su primera Liga de Campeones de la UEFA el mismo año.
Vialli posteriormente fue reemplazado por otro italiano, Claudio Ranieri, quien llevó al Chelsea a la final de la FA Cup en 2002 y a la clasificación de la Liga de Campeones un año después.

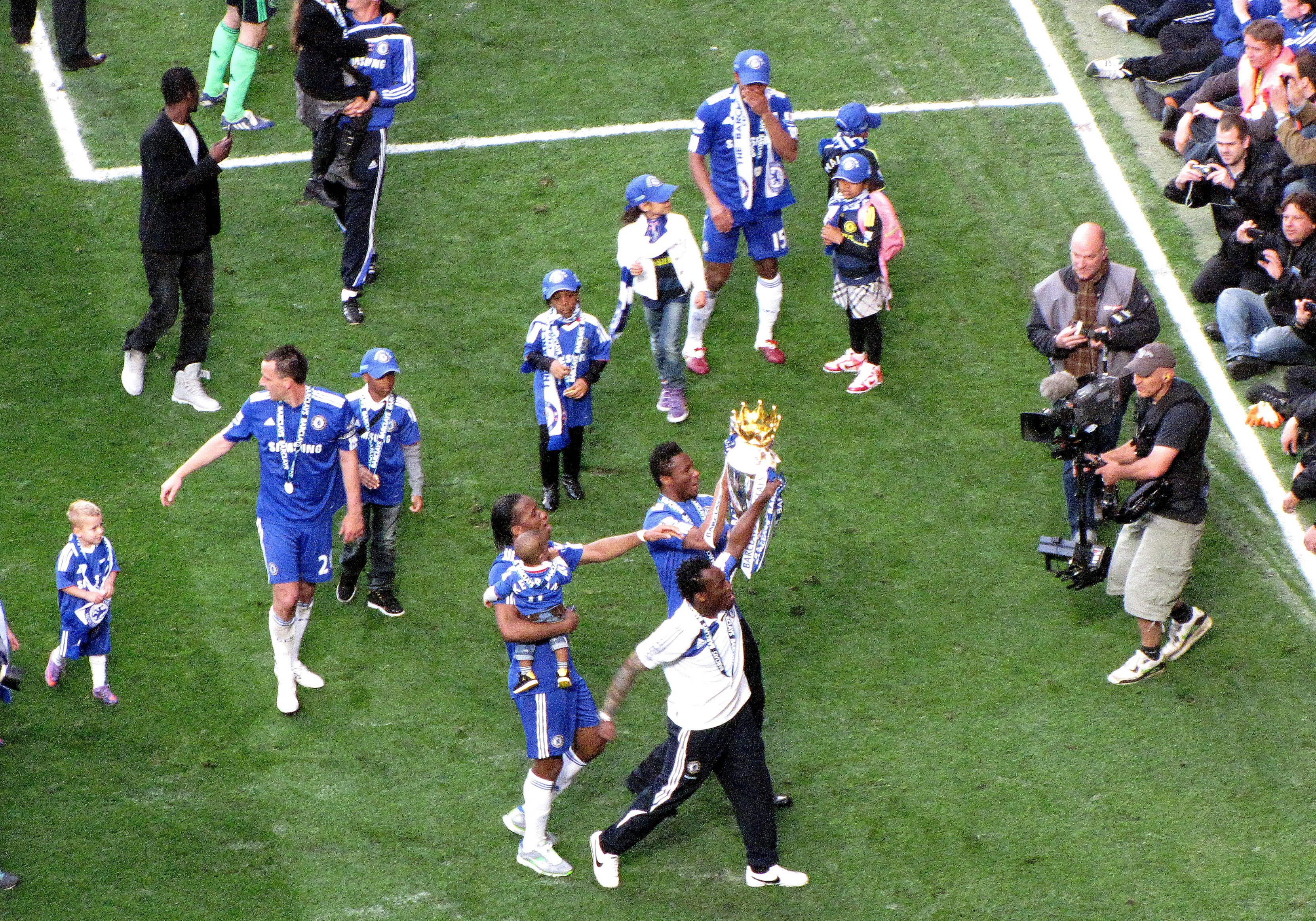
Jugadores del Chelsea celebrando la obtención de la Premier League en 2010.

### Era Abramovich (2003-2022)

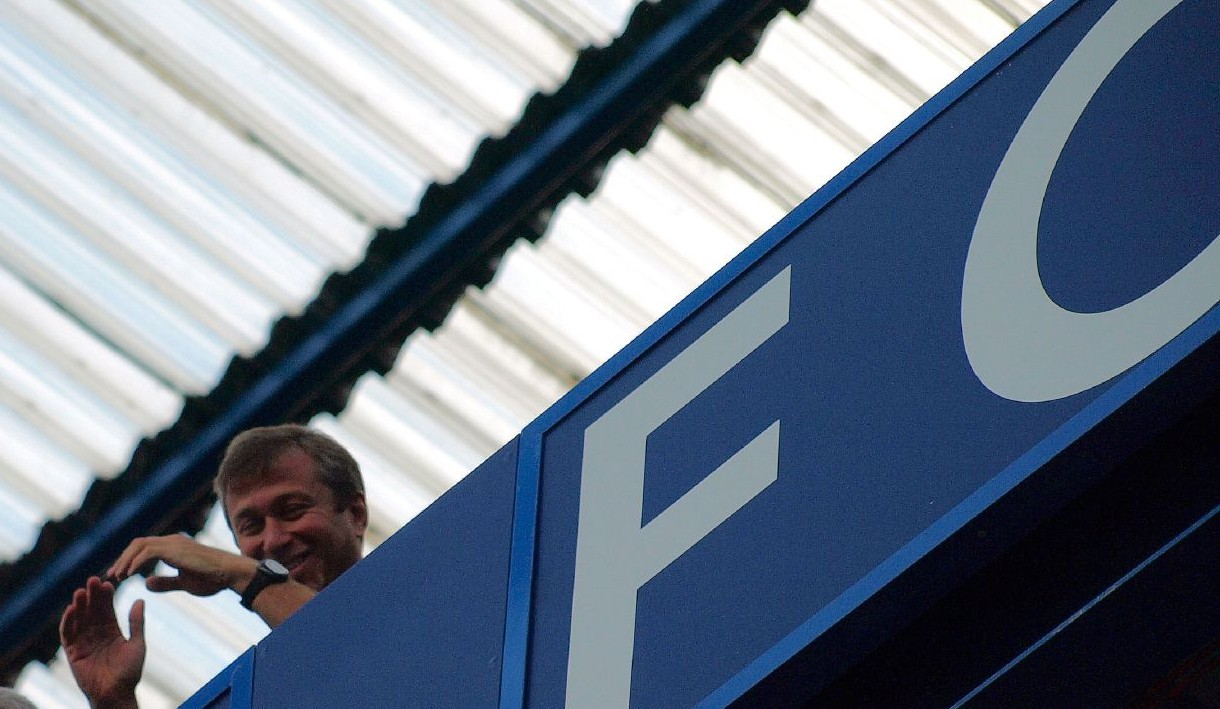
Abramovich en Stamford Bridge durante una victoria 4-0 sobre Portsmouth Football Club, agosto de 2008.

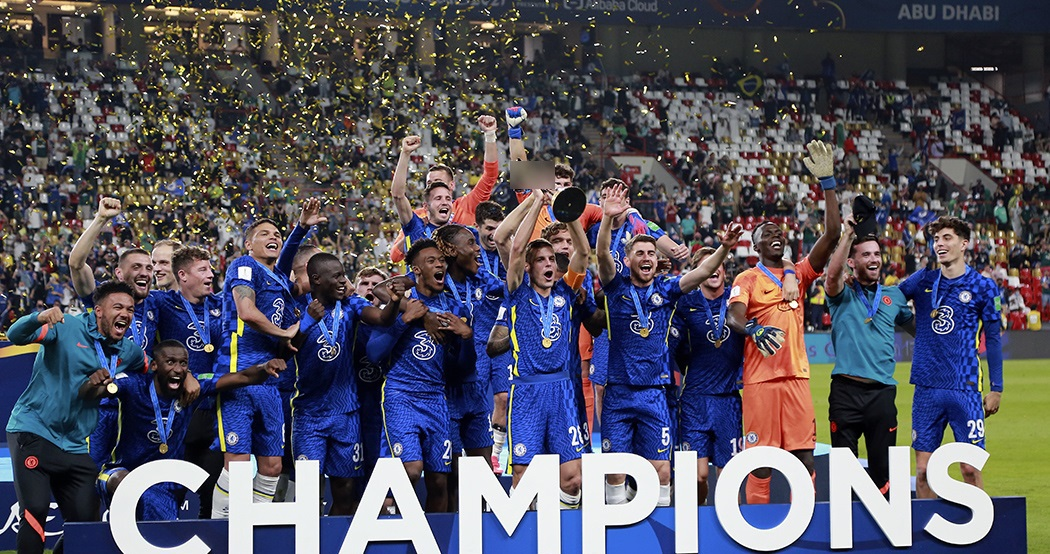
Los jugadores del Chelsea celebran su primer título de la Copa Mundial de Clubes de la FIFA tras vencer al equipo brasileño Palmeiras en la final.

En junio de 2003, Bates vendió el club al multimillonario ruso Román Abramóvich por 140 millones de libras, completando lo que en ese entonces fue considerada la venta más cara de un club en la historia del fútbol inglés.
Más de 100 millones de libras se destinaron en la contratación de nuevos jugadores, pero aun así Ranieri no pudo conseguir ningún trofeo, por lo que fue sustituido por el entrenador portugués José Mourinho.
Bajo el mando de Mourinho, el Chelsea se convirtió en el quinto equipo inglés en ganar un bicampeonato de liga desde la Segunda Guerra Mundial (2004-05 y 2005-06), además de ganar la FA Cup en 2007 y dos títulos de Football League Cup en 2005 y 2007.
En septiembre de 2007, Mourinho fue sustituido por el israelí Avram Grant, quien llevó al equipo a su primera final de Liga de Campeones en 2008, en donde fue derrotado en penaltis por el Manchester United.
Grant fue despedido días después y sustituido por el brasileño Luiz Felipe Scolari en julio de 2008.
En 2009, Guus Hiddink guio al club a un nuevo título de la FA Cup y a las semifinales de la UEFA Champions League, siendo eliminado en el controvertido partido de vuelta en Stamford Bridge por el Fútbol Club Barcelona.
En la temporada 2009-10, su sucesor Carlo Ancelotti consiguió revalidar el título de la FA Cup y ganó primer campeonato de Premier League, obteniendo el doblete; siendo además, el primer equipo de la máxima categoría del fútbol inglés en anotar 100 goles por liga desde 1963.

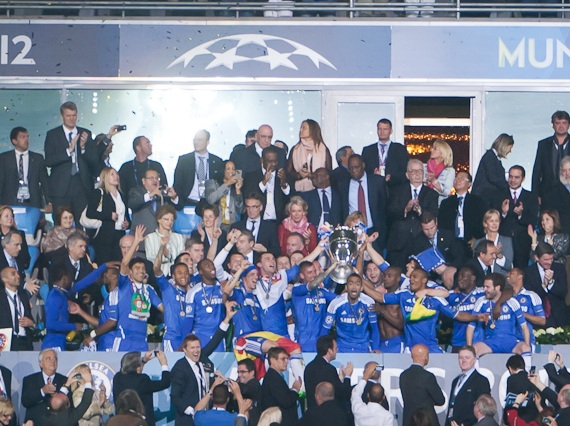
Jugadores del Chelsea celebran su primer título de la UEFA Champions League contra el Bayern de Múnich.

En 2012, el interino Roberto Di Matteo llevó al Chelsea a obtener su séptimo título FA Cup, y su primera Liga de Campeones de la UEFA, superando al F. C. Bayern de Múnich por 4-3 mediante la tanda de penaltis, convirtiéndose en el primer equipo de Londres en ganar el trofeo. En 2013, bajo la conducción técnica de Rafael Benítez, Chelsea se coronó campeón de la Liga Europa de la UEFA, al derrotar por 2-1 al Benfica, convirtiéndose en el primer equipo en ser el vigente campeón de los dos títulos continentales (la Liga de Campeones y la Liga Europea), el primer equipo en conseguirlos de manera consecutiva y llegando al selecto grupo de clubes (formado hasta ese entonces por la Juventus, el Ajax Ámsterdam y el Bayern de Múnich) ganadores de los tres títulos de la UEFA (sumando a los anteriores la Recopa de Europa).
Al final de la temporada, José Mourinho volvió a ser contratado como entrenador del club, y en su segunda temporada al mando, obtuvo la Copa de la Liga en marzo de 2015, y el quinto título de liga del club dos meses después.
Para la Premier League 2016-17, el club resulta campeón de liga de la mano de Antonio Conte y recientemente con Maurizio Sarri obtiene el título de Liga Europa de la UEFA 2018-19 en una final contundente contra Arsenal que termina 4-1 con doblete de Eden Hazard en lo que sería su última temporada en el club. Para la Premier League 2019-20 se da el regreso de Frank Lampard al club pero esta vez como entrenador, el cual, con un equipo joven compuesto por jugadores como Mount, Abraham, Pulisic,Hudson-Odoi, entre otros, logra un cuarto lugar en liga, cae eliminado de la Copa de la Liga contra el Manchester United, se clasifica a la final de la FA Cup 2019-20, donde pierde contra el Arsenal, mientras que en la Champions League 2019-20 clasifica a octavos de final como segundo de grupo para enfrentarse al Bayern de Múnich, recibiendo una derrota por 0-3 en Stamford Bridge en el partido de ida y de 1-4 en la vuelta en Alemania, dejando un humillante global de 1-7.
De cara a la próxima temporada, luego de anunciarse las salidas de varios jugadores importantes, Abramóvich hace un ostentoso gasto en fichajes por casi 250 millones de euros, aprovechando la liquidez que le dejó el no haber hecho fichajes la temporada pasada, producto de la sanción que le impuso la FIFA por infracciones en el fichaje de futbolistas menores de edad, pudiéndose desenvolver muy bien en medio de la pandemia de Covid-19 mientras que los demás equipos ingleses y europeos ven mermados sus gastos al no haber ingreso de hinchas a los estadios, con el objetivo de evitar la propagación del Covid-19 en el continente. Debido a los malos resultados obtenidos en la liga estando en media tabla, sumado al bajo nivel deportivo de un equipo con la inversión del Chelsea, es despedido a comienzos de 2021 Frank Lampard como entrenador pese a su pasado como un histórico en el equipo londinense. En su lugar es contratado el alemán Thomas Tuchel procedente del Paris Saint-Germain. El Chelsea rápidamente se acomodó a los planteos del nuevo director técnico, recuperando identidad de juego y terreno especialmente desde el ámbito internacional ya que finalizarían la temporada ganando la Liga de Campeones de la UEFA 2020-21 eliminando desde octavos hasta la final al Atlético de Madrid, al F. C. Porto, al Real Madrid y al Manchester City respectivamente.
Tras la invasión de Rusia a Ucrania el 26 de febrero de 2022, Roman Abramovich cedió el control del Chelsea a los fideicomisarios del club. El 10 de marzo de 2022, el gobierno británico anunció sanciones a Abramovich, permitiendo al Chelsea operar bajo una licencia especial hasta el 31 de mayo, mientras que la Premier League descalificó a Abramovich como director del club. El 7 de mayo de 2022, se anunció que Abramovich acordó vender el Chelsea a un nuevo grupo de propietarios, liderado por Todd Boehly, Mark Walter y Hansjörg Wyss.

### Era Boehly
El 25 de mayo de 2022, el gobierno británico aprobó la adquisición del Chelsea por parte del consorcio liderado por Todd Boehly, por un valor de 4.250 millones de libras. En la temporada 2022-23, fichó por diez temporadas a Enzo Fernández, el «mejor jugador joven» de la Copa Mundial de 2022 y finalizó en la 12.ª posición de la Premier League, la peor que ha logrado en el siglo XXI.
El 28 de mayo de 2025, Chelsea ganó la final de la Liga Conferencia de la UEFA 2024-25 venciendo 4 a 1 al Betis. Con este título se convirtió en el primer club en la historia en consagrarse campeón en las tres grandes competiciones europeas vigentes (Liga de Campeones, Liga Europa y Liga Conferencia).

### 1ª Copa Mundial de Clubes FIFA
El Chelsea quedó encuadrado en el Grupo D, junto con Flamengo, el Esperance tunecino y Los Ángeles FC. La fase de grupos del Chelsea consistió en dos victorias y una derrota. El equipo debutó con una victoria por 2-0 sobre Los Ángeles FC en el Mercedes-Benz Stadium de Atlanta. Ante poco más de 22.000 espectadores, Pedro Neto y Enzo Fernández marcaron los goles. Posteriormente, se enfrentaron al Flamengo, que sufrió una derrota por 3-1, en el Lincoln Financial Field de Filadelfia, una remontada en la que anotaron Bruno Henrique, Danilo y Wallace Yan. En el último partido de la fase de grupos, con el equipo de suplentes, el Chelsea ganó al Esperance por 3-0, asegurando su pase a octavos de final como segundo de grupo. Tosin Adarabioyo, Delap y Tyrique George marcaron los goles del partido.
En octavos de final, el Chelsea afrontó contra el Benfica de Portugal. En un encuentro reñido, los Blues necesitaron la prórroga para asegurar una victoria por 4-1, en el estadio Bank of America de Charlotte. El partido se vio marcado por una interrupción debido a una alerta meteorológica. Se suspendió en el minuto 40 de la segunda parte, cuando el equipo inglés ganaba 1-0 con un gol de Reece James, y se reanudó casi dos horas después. En la segunda mitad, el Benfica empató con Di María. Prestianni fue expulsado al principio de la prórroga, dejando al Benfica con diez hombres. Después, Christopher Nkunku, Pedro Neto y Dewsbury-Hall marcaron para el equipo inglés.
En cuartos de final, el Chelsea se enfrentó a un viejo conocido del fútbol sudamericano: el Palmeiras. El equipo inglés se alzó con la victoria por 2-1, en el Lincoln Financial Field. Los goles del partido los marcaron Cole Palmer en la primera parte y Agustín Giay, en autogol tras desviar un disparo de Malo Gusto. Estevão acortó distancias para el Palmeiras.
La semifinal enfrentó al Chelsea contra otro equipo de Brasil, el Fluminense. Los Blues demostraron su fuerza y ganaron 2-0, en el estadio MetLife Stadium de Nueva Jersey, asegurando su codiciado pase a la final. El primer gol llegó en el minuto 17 de la primera parte, con un disparo desde fuera del área de João Pedro. Tras el descanso, João Pedro volvió a marcar en el minuto 10 de la segunda parte.
El 13 de julio de 2025, cerró la temporada ganando la Copa Mundial de Clubes de la FIFA 2025, tras derrotar en la final al Paris Saint-Germain por 3 a 0. De esta forma sumó su segundo Mundial de Clubes y el primero bajo el formato de 32 equipos.
El Chelsea Football Club logró una hazaña histórica en 2025 al convertirse en el primer club del mundo en ganar todos los títulos nacionales, continentales y mundiales. Este logro sin precedentes se consolidó con la victoria en la UEFA Conference League en mayo de 2025 y, más recientemente, con la conquista de la Copa Mundial de Clubes de la FIFA en julio de 2025.

## Infraestructura

### Estadio

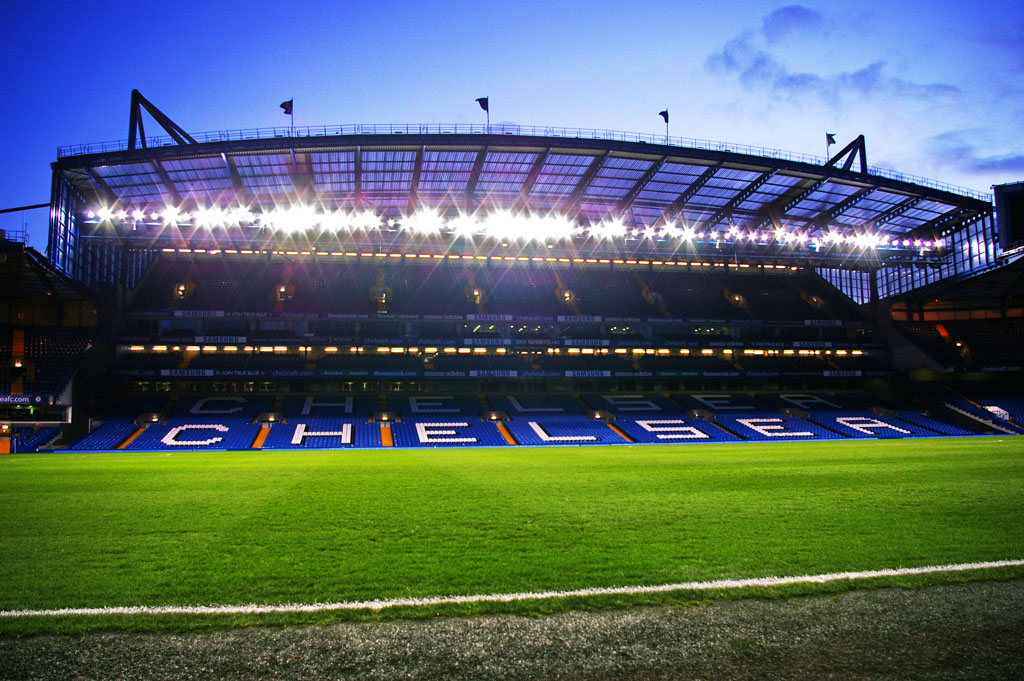
Stamford Bridge.

El Chelsea solo ha tenido un estadio, el Stamford Bridge, en donde el equipo ha jugado desde su fundación, que fue oficialmente inaugurado el 28 de abril de 1877.
Durante los primeros 28 años de su existencia fue usado por el London Athletics Club como campo para sus reuniones atléticas y no para el fútbol. En 1904, el estadio fue adquirido por Gus Mears, junto con su hermano Joe, quienes previamente adquirieron un terreno colindante con el objetivo de celebrar partidos de fútbol en el actual terreno de 12,5 acres (51 000 m²). El Stamford Bridge fue diseñado para la familia Mears por el destacado arquitecto del mundo del fútbol, Archibald Leitch.
Muchos equipos fueron fundados primero, y luego se preocuparon de tener un campo en el cual jugar, pero el Chelsea fue fundado para el Stamford Bridge.
Con un diseño original de un tazón abierto y con un sector cubierto, Stamford Bridge tenía una capacidad original de alrededor 100 000 personas.
A principio de los años treinta se empezó a construir una gradería en la parte sur del campo con un techo que cubría 1/5 de la gradería total. Este sector fue conocido como el Shed End, el lugar de los aficionados más leales al Chelsea, especialmente durante los años sesenta, setenta y ochenta.
No se sabe el origen exacto del nombre, pero el hecho de que el techo parecía un cobertizo de chapa jugó un papel importante.
A fines de los años sesenta y a principios de los setenta, los propietarios del club se embarcaron en un plan para modernizar el Stamford Bridge, que buscaba conseguir una capacidad de 60 000 personas sentadas. El trabajo comenzó en la Gradería Este ―East Stand― a comienzos de los años setenta, pero al club se les fue de las manos el costo que tendría esta modernización y tuvieron que vender la propiedad a los promotores inmobiliarios. Después de una dura y larga batalla legal, se aseguró la permanencia del Chelsea en el estadio y los trabajos de remodelación fueron reasumidos a mediados de los años noventa. Las partes norte, oeste y sur del estadio fueron completamente reconstruidas con asientos individuales y más cerca del campo de juego. Este proceso fue completado en el año 2001.

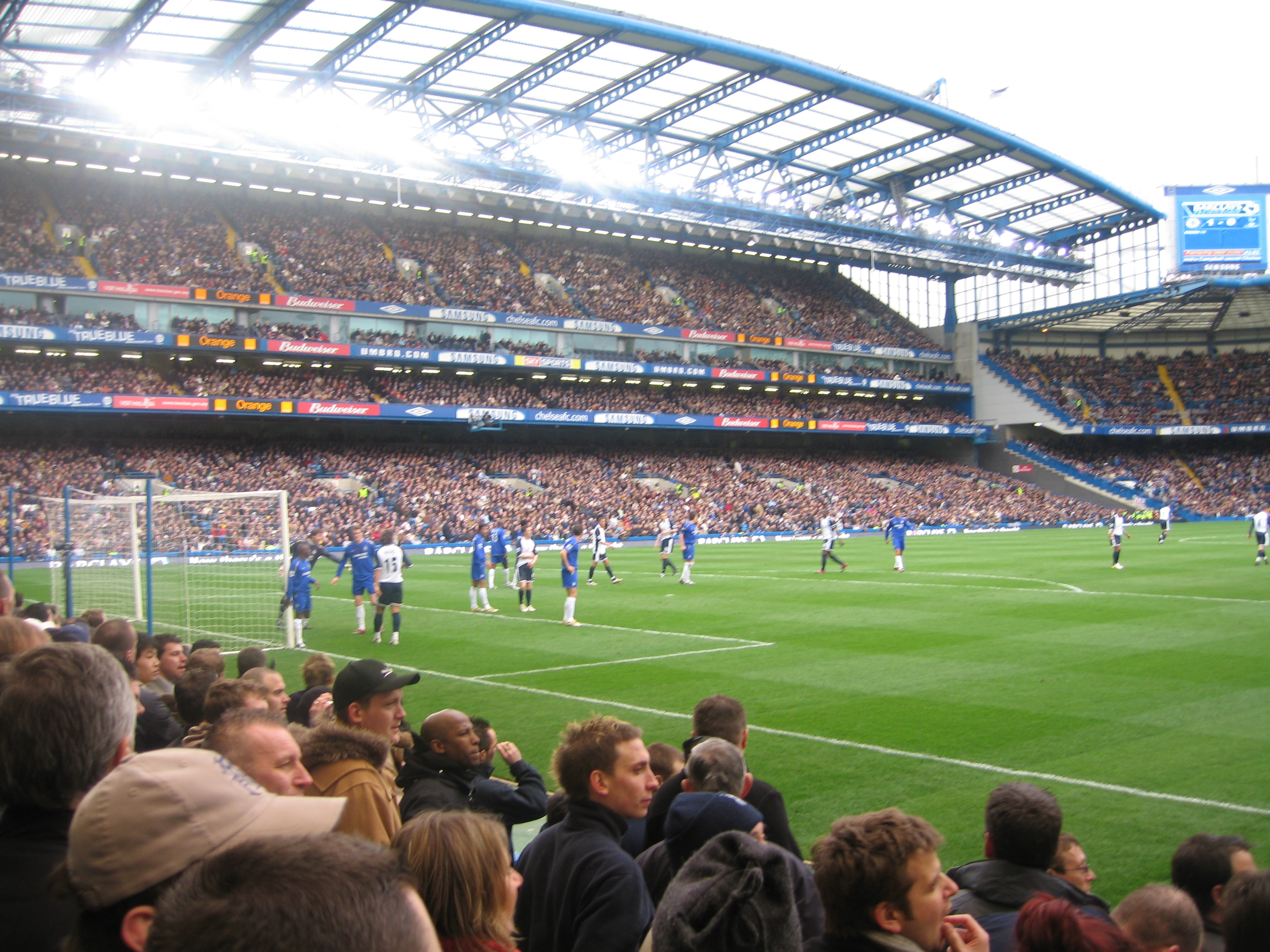
Los aficionados del Chelsea en un partido contra el Tottenham Hotspur, el 11 de marzo de 2006.

Cuando el Stamford Bridge fue reconstruido en la era presidencial de Ken Bates, muchas características adicionales fueron añadidas al complejo, incluyendo dos hoteles, apartamentos, bares, restaurantes, el Chelsea Megastore, y una atracción interactiva denominada Chelsea World of Sport. La intención era que estas instalaciones proporcionaran ingresos adicionales al club, pero tuvieron menos éxito del que se esperaba y antes de que Román Abramóvich comprara al club en 2003 y adquiriera la deuda asumida para financiar dichos proyectos, fueron unos de los principales problemas financieros del club. Poco después de la toma de posesión de Abramóvich, se decidió suprimir la marca Chelsea Village para enfocarse en el Chelsea como un club de fútbol. Sin embargo, todavía se le conoce al estadio como parte del Village.
El terreno del Stamford Bridge, el estadio y los derechos del nombre del club son propiedad de la organización Chelsea Pitch Owners, una organización sin ánimo de lucro en donde los aficionados son los accionistas. Esta organización fue creada para asegurar que ningún promotor inmobiliario tratara de adquirir el Stamford Bridge otra vez. Esto también significa que si el club cambia de sede, no se podrá usar más el nombre Chelsea Football Club.
El club planea capacitar al estadio para albergar a más de 55.000 personas. Debido a su ubicación en Londres cerca de un camino principal y por estar cerca de dos líneas de tren, los aficionados solo pueden entrar al Stamford Bridge a través de la entrada de Fulham Road, un lugar muy restringido en cuanto a regulaciones de higiene y seguridad se refiere. Como resultado, al club se le ha relacionado con querer mudarse de Stamford Bridge a lugares como el Earls Court Exhibition Centre, Battersea Power Station o Chelsea Barracks. Sin embargo, el club ha reiterado que se quedarán en su actual hogar.
El Chelsea al ganar su primera UEFA Champions League se ha vuelto a replantear el mudarse de su actual casa debido al corto aforo que esta tiene. Hecho que hace que tengan uno de los boletos más caros de la Premier League. Por ello los socios propietarios del estadio volverán por enésima vez a votar si se quedan en Stamford Bridge, o bien construyen un estadio con capacidad para 80.000 personas en un emplazamiento del distrito de Chelsea el cual da nombre al club.
El Stamford Bridge también ha sido utilizado para otros eventos deportivos desde 1905. Fue sede de tres finales de la FA Cup desde 1920 hasta 1922. También fue sede de diez semifinales de la FA Cup, diez encuentros de Charity Shield y tres encuentros internacionales de la selección de Inglaterra ―el último en 1932―. También se disputó en este estadio un encuentro internacional no oficial entre Inglaterra y Suiza en 1946. En octubre de 1905, se organizó un encuentro de rugby entre los All Blacks de Nueva Zelanda y el Middlesex, y en 1914 el estadio fue sede de un encuentro de la Major League Baseball entre los New York Giants y los Chicago White Sox. También se disputó el campeonato mundial peso mosca entre Jimmy Wilde y Joe Conn en 1918. La pista de carreras también fue utilizada para carreras de speedway entre 1928 y 1932, carreras de galgos entre 1937 y 1968 y carreras de coches enanos en 1948. En 1980, el Stamford Bridge fue sede del primer encuentro de cricket en el Reino Unido disputado de noche con reflectores entre el Essex y el West Indies. También acogió brevemente un equipo de fútbol americano, los London Monarchs, quienes ocuparon este estadio para sus encuentros como locales durante la temporada 1997.
Los socios del Stamford Bridge votaron a favor de una propuesta de Roman Abramovich, dueño del Chelsea, de demoler la antigua estructura y construir en esos mismos terrenos un nuevo y moderno estadio con capacidad para 60.000 aficionados, todos sentados, proyecto que recibió la aprobación del ayuntamiento de Londres. El proyecto incluye, además de la demolición del estadio, la compra de predios cercanos al mismo. Se pretendían arrancar las obras a mediados de 2018 por valor de 500 millones de libras esterlinas, siendo así el estadio más caro de Europa, para que concluyeran en 2023 o 2024 pero, de manera sorpresiva, el Chelsea anunció en un comunicado que el proyecto del nuevo Stamford Bridge queda suspendido temporalmente sin dar una fecha de reinicio, argumentando un clima desfavorable de inversión. Sin embargo, un reportaje de la BBC explica que el principal escollo de Abramovich para empezar los trabajos de remodelación era una familia vecina del actual estadio, de apellido Crosthwaite, quienes interpusieron en mayo de 2018 un recurso ante un juez para detener el proyecto, ya que están convencidos de que el nuevo estadio les dejará una sombra permanente debajo de su casa sin recibir los rayos del sol, convirtiéndose en un problema jurídico para las autoridades londinenses que ha perjudicado los planes del Chelsea de tener un nuevo estadio. El impase quedó solucionado en 2019, pero las arcas del club estaban demasiado débiles como para continuar con el proyecto dejándolo de nuevo en suspenso. La crisis económica producto de la pandemia de Covid-19 en 2020 y el dejar expirar los permisos de construcción de las autoridades en junio de ese año, enterró definitivamente el proyecto de construcción del nuevo estadio.

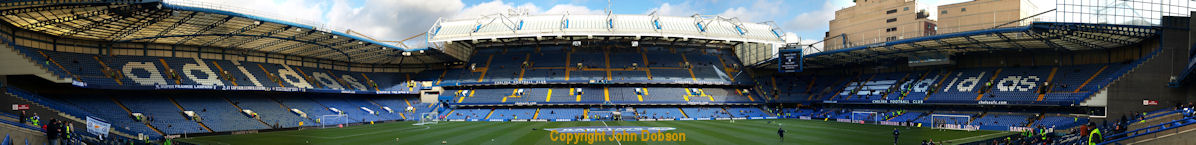
Panorámica interior del Stamford Bridge.

### Centro de entrenamiento
El Cobham Training Centre, comúnmente conocido como Cobham, es el campo de entrenamiento del Chelsea y se encuentra ubicado en Cobham, Surrey. La construcción del complejo comenzó en 2004, cuando el club obtuvo los permisos necesarios para su construcción. Desde enero de 2005, el club comenzó a ocupar este campo, siendo oficialmente inaugurado en julio de 2007. El complejo de 140 acres incluye 30 campos de fútbol ―3 con calefacción subterránea y 6 con estándares de la Premier League―, un campo indoor de césped artificial, un estudio de televisión, una sala de prensa, un centro médico, piscinas de inmersión fría, un sauna, una sala de vapor, una piscina HydroWorx y una piscina de hidroterapia de 17 metros.

## Escudo

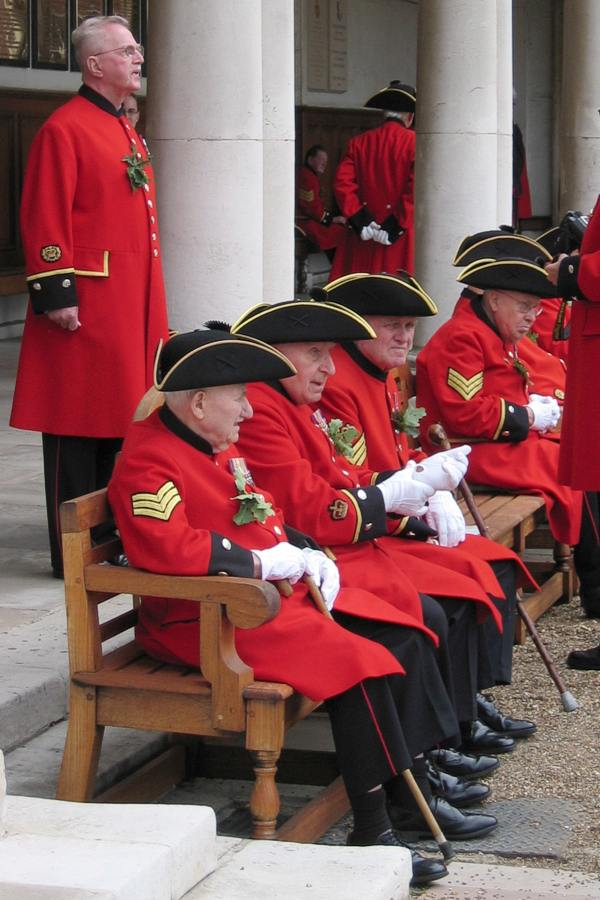
El primer escudo del club se inspiró en el Pensionero de Chelsea.

Desde la fundación del club, el Chelsea ha tenido seis escudos, todos ellos con pequeñas modificaciones. En el año 1905, Chelsea adoptó como primer escudo la imagen de un Pensionero de Chelsea, que obviamente contribuyó al apodo del equipo por esos años, los «pensioneros», y fue mantenido por cerca de cincuenta años; sin embargo, este escudo nunca apareció en los diseños de las camisetas. Como parte del plan de modernización del club, llevado a cabo por Ted Drake desde el año 1953 en adelante, se decidió eliminar el escudo del pensionero para cambiar la imagen del club y para poder adoptar un nuevo escudo. Se decidió crear un emblema temporal que fue utilizado sólo durante un año, y que consistió solamente en las iniciales CFC.
En el año 1953, el emblema fue cambiado a un león mirando hacia atrás y sosteniendo un bastón, emblema que se mantuvo por los siguientes treinta años. Este escudo estaba basado en los elementos del escudo de armas del barrio de Chelsea, del cual fueron tomados el león rampante mirando hacia atrás y el bastón de los abades de Westminster, antiguos Señores Feudales de Chelsea. También se veían representadas tres rosas rojas, aludiendo a Inglaterra, y dos balones de fútbol. Este fue el primer escudo en aparecer en la indumentaria oficial, desde que la política de poner los emblemas en las camisetas fue adoptada al comienzo de los años 1960.
En 1986, con el club bajo la propiedad de Ken Bates, se decidió cambiar nuevamente el escudo como otro plan para modernizar al equipo y obtener nuevas oportunidades de mercado. En el nuevo emblema figuraba un león más natural y menos heráldico, amarillo y no azul, apoyado sobre las iniciales CFC. Este se mantuvo por diecinueve años, con algunas pequeñas modificaciones, como el uso de colores diferentes. Con nuevos propietarios, y el acercamiento de las celebraciones del centenario del club, combinado con demandas por parte de los aficionados quienes deseaban restaurar el emblema tradicional, se decidió que el escudo iba a cambiar nuevamente, en el año 2004. El nuevo escudo fue oficialmente adoptado para el comienzo de la temporada 2005-06 y marcó el regreso del viejo diseño del león sosteniendo un bastón. Como en los anteriores emblemas, este apareció en diferentes colores, incluidos el blanco y el dorado.

## Indumentaria
El Chelsea siempre ha usado camisetas de color azul, a pesar de que en el primer uniforme del club se usaba un Azul Eton, y se usaban pantalones blancos y medias negras. El azul pálido fue tomado de las vestimentas del entonces vizconde Chelsea. El color de estas camisetas fue cambiado por una nueva versión que contenía el azul real cerca del año 1912. Cuando Tommy Docherty se convirtió en el entrenador del equipo al comienzo de los años 1960, se cambió nuevamente el uniforme, añadiendo pantalones azules ―los cuales se siguen usando hasta el día de hoy― y medias blancas, con el argumento de que estos colores eran más distintivos, ya que ningún otro equipo importante usaba esta combinación. Este uniforme fue utilizado por primera vez en la temporada 1964-65.
Los colores tradicionales para el uniforme alternativo del club son el amarillo o blanco en toda la equipación, pero, como muchos equipos, ha tenido algunos muy inusuales. El primer uniforme alternativo consistía en franjas azules y blancas y en un partido de los años 1960 el equipo usó un uniforme con franjas azules y negras al estilo del Inter de Milán, en contra de las órdenes del propio Docherty. Este uniforme se utilizó para la semifinal de la FA Cup contra el Sheffield Wednesday, el 23 de abril de 1967. Otros uniformes memorables incluyen un uniforme verde usado en los años 80 y uno ajedrezado en blanco y rojo a comienzos de los años 1990.
El uniforme del Chelsea está actualmente confeccionado por Nike, la cual fue contratada para suministrar los uniformes al equipo desde 2017 hasta 2032. Anteriores uniformes fueron confeccionados por Umbro (1975-1981 y 1987–2006), Le Coq Sportif (1981-1986), Chelsea Collection (1986-1987) y Adidas (2006-2017). El primer patrocinador en el uniforme del Chelsea fue Gulf Air durante la temporada 1983-84. Luego, el club fue patrocinado por empresas como Bai Lin y Grange Farm antes de firmar un contrato a largo plazo con el fabricante de Commodore International, Amiga, en 1987, el cual también apareció en las camisetas. Posteriormente, el Chelsea fue patrocinado por empresas como Coors (1994-1997), Autoglass (1997-2001), Fly Emirates (2001-2005), Samsung (2005-2015), Yokohama Tyres (2015-2020). Desde el 2020 hasta 2023 la empresa patrocinadora fue Hutchison 3G.

### Evolución
| 1905 | ver evolución | Actual |

## Datos del club
Para los detalles estadísticos del club véase Estadísticas del Chelsea Football Club

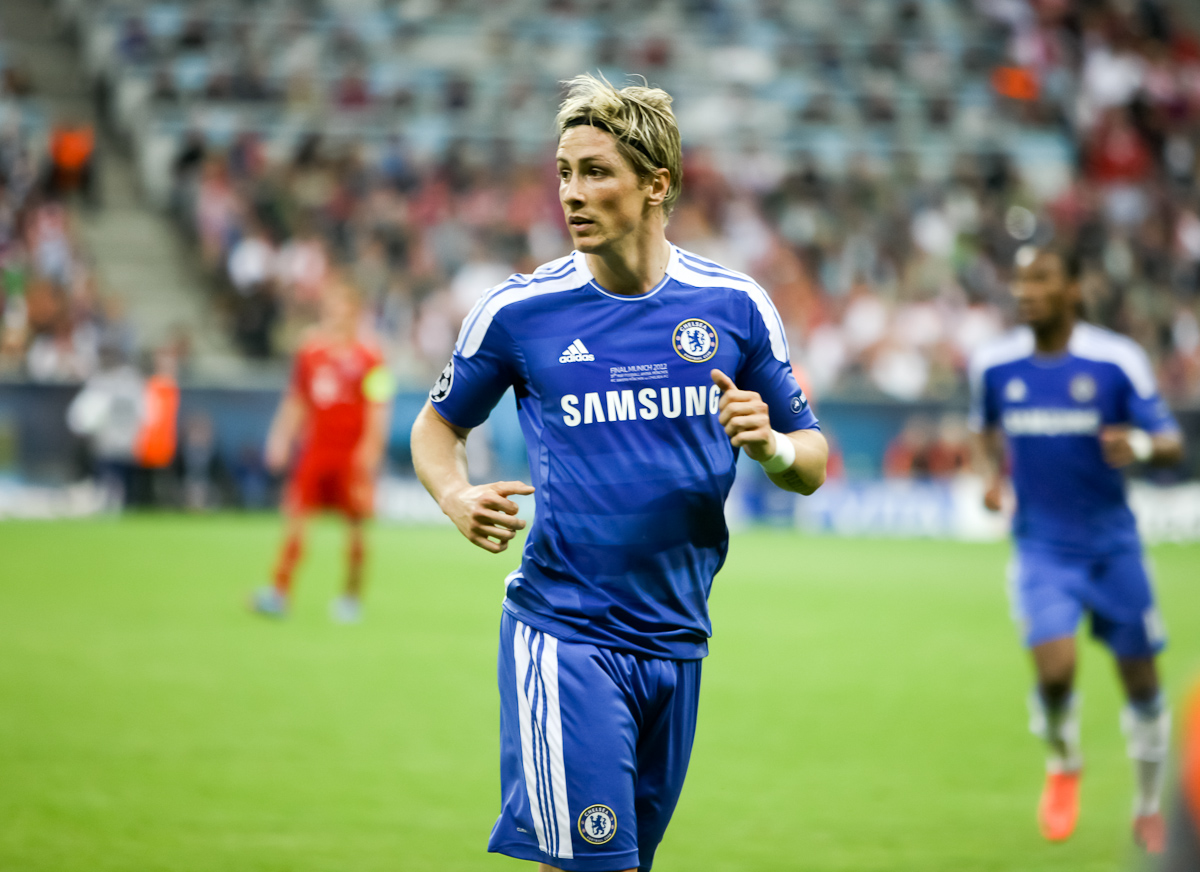
Fernando Torres fue protagonista del traspaso más caro en la historia de la Premier League.

Oficialmente, la mayor cantidad de público que presenció de local al Chelsea fue en un encuentro ante el Arsenal F. C., el 12 de octubre de 1935, con 82 905 personas, siendo la segunda mayor asistencia en la historia de la First Division. Sin embargo, se estima que más de 100 000 personas presenciaron el partido amistoso del Chelsea contra el equipo soviético del Dinamo Moscú, el 13 de noviembre de 1945. La modernización del Stamford Bridge durante los años 1990 y la introducción de butacas individuales ha significado que este récord sea imposible de romper en un tiempo cercano, ya que la capacidad oficial del estadio es de 41 837 personas.
La victoria en el marcador global de 21-0 sobre el Jeunesse Hautcharage de Luxemburgo en la Recopa de Europa de 1971-72 continúa siendo un récord en las competiciones europeas. Cuando el Chelsea logró el título de la temporada 2004-05, también consiguieron numerosos récords que no han sido superados hasta la fecha, logrando el récord de más victorias en una temporada (29), así como también el récord de la menor cantidad de goles encajados (15) y el récord de más porterías imbatidas (24), el cual fue gracias al guardameta Petr Čech, quien también logró el récord de más minutos sin que le encajaran un gol (1.025), aunque sería superado cuatro años después por Edwin van der Sar. Además de haber conseguido dichos registros, el Chelsea ha impuesto más récords desde aquella temporada. Tiene el récord de más partidos invictos como local en el fútbol inglés, habiéndolo asegurado el 12 de agosto de 2007, superando la racha impuesta por el Liverpool F. C. de 63 partidos invictos en casa conseguida entre 1978 y 1980. Este récord llegó hasta los 86 partidos, cuando fueron derrotados por 1-0 precisamente frente al Liverpool. El club también posee el récord de más victorias consecutivas como visitante, acumulando 11 victorias después de haber derrotado al Bolton Wanderers por 2-0 el 6 de diciembre de 2008, superando la racha de 10 victorias consecutivas que poseía el Tottenham Hotspur desde 1960. El 9 de mayo de 2010, el Chelsea derrotó al Wigan Athletic por 8-0 en el último partido de la temporada 2009-10, llegando a 103 goles en una temporada y superando el récord de 97 goles que poseía el Manchester United desde la temporada 1999-2000. El Chelsea también protagonizó el traspaso más costoso en la historia de la Premier League, cuando pagó la cantidad de £50 millones al Liverpool por la contratación de Fernando Torres en enero de 2011.
El club también ostenta variadas «primeras veces» en el fútbol inglés. Junto con el Arsenal F. C., fueron los primeros clubes en jugar con dorsales en las camisetas el 25 de agosto de 1928 en un encuentro frente al Swansea Town. El Chelsea también fue el primer club en viajar en avión para un partido de competición local, cuando visitaron al Newcastle United el 19 de abril de 1957, y el primer equipo de la First Division en jugar un partido en domingo, cuando se enfrentaron al Stoke City el 27 de enero de 1974. El 26 de diciembre de 1999, el Chelsea se convirtió en el primer equipo inglés en presentar en el campo de juego una alineación completamente extranjera en un encuentro de la Premier League 1999-2000 frente al Southampton FC. El 19 de mayo de 2007, el Chelsea se convirtió en el primer club en ganar la FA Cup en el nuevo Estadio de Wembley, siendo también el último campeón en el viejo estadio. Después de que la temporada 2007-08 finalizara, el Chelsea se colocó como el club #1 en el Ranking de la UEFA, convirtiéndose en el primer club inglés en lograr este galardón en el siglo XXI.
El Chelsea se ubica en el séptimo puesto en la tabla histórica de campeones del fútbol inglés con seis títulos nacionales. Con un total de 32 títulos oficiales, es el cuarto club más laureado de Inglaterra.
En lo que respecta a las principales competiciones nacionales y europeos, el club lo ha ganado todo. Según el recuento de trofeos es uno de los equipos más exitosos de Inglaterra, con un total de 32 títulos oficiales nacionales e internacionales, posicionándose en el cuarto lugar de la lista de los equipos más laureados de Inglaterra.
El primer título oficial del Chelsea fue la First Division obtenida en la temporada 1954-55, 50 años después de haber sido fundado. A principios de la siguiente temporada, el club obtuvo su primera Charity Shield, en 1955. En años posteriores, el club ganó tres FA Cups, dos Football League Cups y una Charity Shield. Sin embargo, su mayor momento de éxito no llegaría sino hasta después de que Román Abramóvich comprara al club en 2003, ganando cinco Premier Leagues, cinco FA Cups, tres Football League Cups, y dos Community Shields.
En cuanto a competiciones internacionales, el Chelsea es el segundo equipo inglés con más internaciones. El club había ganado dos Recopa de Europa y una Supercopa de Europa. Más tarde se le sumaron dos Liga de Campeones de la UEFA, dos Liga Europa, dos Copa Mundial de Clubes y una Supercopa de Europa más.
- Temporadas en Premier League: 31.
- Temporadas en First Division: 57 (1907-08 ― 1909-10; 1912-13 ― 1923-24;[n. 2] 1930-31 ― 1961-62;[n. 3] 1963-64 ― 1974-75; 1977-78 ― 1978-79; 1984-85 ― 1987-88; 1989-90 ― 1991-92).
- Temporadas en Second Division: 19 (1905-06 ― 1906-07; 1910-11 ― 1911-12; 1924-25 ― 1929-30; 1962-63; 1975-76 ― 1976-77; 1979-80 ― 1983-84; 1988-89).
- Mejor puesto en la liga: 1.º (1954-55, 2004-05, 2005-06, 2009-10, 2014-15, 2016-17).
- Peor puesto en la liga:
  - 19.º (1909-10, 1914-15[n. 4]).
  - 22.º (1961-62, 1978-79).
- Récord absoluto en la premier league de partidos sin perder en casa: 86 partidos (62 victorias y 24 empates), desde el 21-2-2004 hasta 26-10-2008.
- Puesto Histórico Inglés en Competiciones UEFA/FIFA: 3.
- Mayor número de goles en una temporada: 103 (Temporada 2009-10).
- Menor número de goles en una temporada: 31 (Temporada 1923-24).
- en competiciones nacionales:
- Mayor goleada a favor
  - Chelsea 8 – 0 Wigan Athletic en la Temporada 2009-10.
  - Chelsea 8 – 0 Aston Villa en la Temporada 2012-13.
- En competiciones internacionales:
  - Chelsea 13 – 0 Jeunesse Hautcharage (Recopa de Europa 1971-72).
- Mayor goleada en contra:
- En competiciones nacionales:
  - Wolverhampton Wanderers 8 – 1 Chelsea (Temporada 1953-54).
- En competiciones internacionales:
  - FC Barcelona 5 – 0 Chelsea (Copa de Ferias 1965-66).
- Mayor cantidad de puntos conseguidos: 95 (Temporada 2004-05).
- Menor cantidad de puntos conseguidos: 20 (Temporada 1978-79).
- Mayor cantidad de victorias: 30 (Premier League 2016-17).
- Mayor cantidad de derrotas: 27 (Temporada 1978-79).
- Jugador con más partidos disputados: Ron Harris (795).
- Jugador con más goles anotados: Frank Lampard (251).
- Jugador con más títulos conseguidos: John Terry (17).
- Guardameta con más porterías imbatidas: Petr Čech (209).
- Entrenador con más partidos dirigidos: David Calderhead (966).
- Entrenador con más títulos conseguidos: José Mourinho (8).

### Estadísticas en competiciones internacionales
En cuanto a competiciones internacionales, las ha disputado un total de 38 temporadas, entre las que destacan 19 de la Liga de Campeones de la UEFA. Completa su resto de presencias con cinco en la extinta Recopa de Europa, cinco en la Liga Europa, una en la Liga Conferencia, cinco de la Supercopa de Europa y tres respectivamente de la Mundial de Clubes de la FIFA —supeditadas ambas al resultado logrado en Liga de Campeones—. En esta, la máxima competición europea, fue campeón en los años 2012 y 2021 y subcampeón en 2008, y su mayor goleada fue un 6-0 —logrado en dos ocasiones—, frente al Nogometni Klub Maribor esloveno y el Qarabağ Fútbol Klubu azerí. Su peor derrota fue un 5-1 frente al Fútbol Club Barcelona español. En el cómputo de todas las competiciones su mejor victoria fue un 13-0 al Jeunesse Hautcharage luxemburgués en los dieciseisavos de final de la Recopa de Europa 1971-72 (global de la eliminatoria 21-0).
Completa sus campeonatos con dos títulos de la mencionada Recopa en 1971 y 1998, dos de la Liga Europa en 2013 y 2019, una Liga Conferencia 2025, dos Supercopas de Europa en 1998 y 2021, y dos Mundial de Clubes en 2021 y 2025 para un total de once títulos internacionales, siendo el segundo mejor club inglés en el palmarés global. Cabe destacar que debido a los citados éxitos es uno de los cinco clubes a fecha de 2021 en lograr vencer las tres principales competiciones europeas (si bien la Recopa se encuentra extinta desde 1999).
En cuanto a los registros individuales en competiciones internacionales, John Terry con 124 partidos es quien lidera el registro del club, mientras que el máximo anotador es Didier Drogba con 36 goles.
Nota: En negrita competiciones activas.
| Competición                                             | Temp. | PJ  | PG  | PE | PP | GF  | GC  | Dif. | Mejor resultado |
| ------------------------------------------------------- | ----- | --- | --- | -- | -- | --- | --- | ---- | --------------- |
| Copa de Europa / Liga de Campeones de la UEFA           | 19    | 201 | 104 | 53 | 44 | 342 | 181 | +161 | Campeón         |
| Recopa de Europa de la UEFA                             | 5     | 39  | 23  | 10 | 6  | 81  | 28  | +53  | Campeón         |
| Copa de la UEFA / Liga Europa de la UEFA                | 5     | 32  | 22  | 5  | 5  | 64  | 30  | +34  | Campeón         |
| Liga Conferencia de la UEFA                             | 1     | 15  | 13  | 0  | 2  | 45  | 12  | +33  | Campeón         |
| Supercopa de la UEFA                                    | 5     | 5   | 1   | 3  | 1  | 7   | 9   | -2   | Campeón         |
| Mundial de Clubes                                       | 3     | 11  | 9   | 0  | 2  | 23  | 8   | +15  | Campeón         |
|                                                         |       |     |     |    |    |     |     |      |                 |
| Total                                                   | 38    | 303 | 172 | 71 | 60 | 562 | 268 | +294 | 11 títulos      |
| Ver estadísticas completas y su historial internacional |       |     |     |    |    |     |     |      |                 |

### Rankings

#### Rankings deIFFHS
- Ranking mundial de clubes del Siglo XXI: 6.º
- Ranking continental de clubes del siglo XXI: 6.º[116]
- Ranking continental de clubes del siglo XX: 35.º

## Filiales

### Chelsea Reservas
El Chelsea Football Club Reserves es un club de fútbol conformado por reservas y es filial del Chelsea. Son miembros de la Premier Reserve League, particularmente de la Southern Division. El equipo fue fundado en 1948 por Billy Birrell, quien supervisó el desarrollo de un programa de apoyo a la juventud. Sin embargo, el equipo no ganaría su primer título de Premier Reserve League sino hasta la temporada 2010-11. El equipo se compone principalmente de jugadores de la categoría Sub-21, aunque ocasionalmente los jugadores del primer equipo desempeñan partidos en la reserva, por ejemplo cuando se están recuperando de una lesión. Actualmente, el entrenador del equipo de reservas es Dermot Drummy, mientras que el entrenador del equipo juvenil es Adrian Viveash y el de la academia es Neil Bath.

### Chelsea Women
El Chelsea Football Club Women es un club de fútbol conformado por mujeres y es filial del Chelsea desde el 2004. Del 2005 al 2010, el equipo fue miembro de la Women's Premier League, particularmente de la National Division, habiendo ascendido a esta categoría como campeonas de la Southern Division en la temporada 2004-05. También han sido campeonas de la Surrey County Cup en 2003, 2004, 2006, 2007, 2008, 2009, 2010, 2012 y 2013. En 2010, Chelsea se convierte en uno de los miembros fundadores de la FA Women's Super League. El equipo fue subcampeón de la FA Cup femenina en 2012 y de la mencionada Super League en 2014. John Terry, el actual capitán del equipo masculino, es también el presidente del equipo femenino. La entrenadora del equipo es Emma Hayes.

## Palmarés
El club cuenta con 25 títulos nacionales  y 11 títulos internacionales en total el club cuenta con 36 títulos.
Nota: en negrita competiciones vigentes en la actualidad. Indicado el récord compartido del torneo 

### Torneos nacionales
| Competiciones nacionales | Títulos                                                                 | Subcampeonatos                                                          |
| ------------------------ | ----------------------------------------------------------------------- | ----------------------------------------------------------------------- |
| Primera División (6/4)   | 1954-55, 2004-05, 2005-06, 2009-10, 2014-15, 2016-17.                   | 2003-04, 2006-07, 2007-08, 2010-11.                                     |
| FA Cup (8/8)             | 1969-70, 1996-97, 1999-00, 2006-07, 2008-09, 2009-10, 2011-12, 2017-18. | 1914-15, 1966-67, 1993-94, 2001-02, 2016-17, 2019-20, 2020-21, 2021-22. |
| Copa de la Liga (5/5)    | 1964-65, 1997-98, 2004-05, 2006-07, 2014-15.                            | 1971-72, 2007-08, 2018-19, 2021-22, 2023-24.                            |
| Community Shield (4/9)   | 1955, 2000, 2005, 2009.                                                 | 1970, 1997, 2006, 2007, 2010, 2012, 2015, 2017, 2018.                   |
| Full Members Cup (2/0)   | 1985-86, 1989-90.                                                       |                                                                         |
|                          |                                                                         |                                                                         |
| Segunda División (2/5)   | 1983-84, 1988-89.                                                       | 1906-07, 1911-12, 1929-30, 1962-63, 1976-77.                            |

### Torneos internacionales
| Competiciones internacionales           | Títulos           | Subcampeonatos    |
| --------------------------------------- | ----------------- | ----------------- |
| Copa Mundial de Clubes de la FIFA (2/1) | 2021, 2025.       | 2012.             |
| Liga de Campeones (2/1)                 | 2011-12, 2020-21. | 2007-08.          |
| Liga Europa (2/0)                       | 2012-13, 2018-19. |                   |
| Liga Conferencia (1/0)                  | 2024-25.          |                   |
| Supercopa de Europa (2/3)               | 1998, 2021.       | 2012, 2013, 2019. |
| Recopa de Europa (2/0)                  | 1970-71, 1997-98. |                   |

### Palmarés total
| Chelsea F. C.                                                                 | 6 | 8 | 5 | 4 | 2 | 2 | 2 | 1 | 2 | 2 | 2 | 36 |
| Datos actualizados a la consecución del último título el 13 de julio de 2025. |   |   |   |   |   |   |   |   |   |   |   |    |

## Jugadores

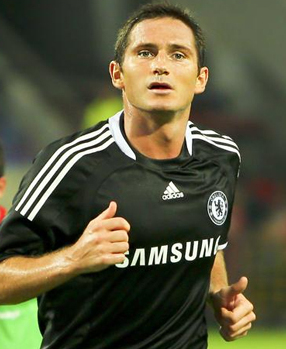
Frank Lampard el máximo goleador y excapitán del club.

El Chelsea posee una de las mejores canteras en el fútbol inglés, ya que ha producido gran talento desde sus categorías inferiores. Grandes jugadores iniciaron su carrera en esta cantera, como los hermanos Ron y Allan Harris, Peter Bonetti, Bobby Tambling, Barry Bridges, Bert Murray, John Hollins, Peter Osgood, Ray Wilkins, Graeme Le Saux, Bobby Smith, Terry Venables, Jimmy Greaves y John Terry, entre muchos otros, nutriendo a la Selección de Inglaterra de gran talento joven y poniéndose a la par de grandes canteras como la del Manchester United, la del Liverpool o la del Arsenal.

### Plantel 2025-26
- Según normativa UEFA, cada club solo puede tener en plantilla un máximo de tres jugadores extracomunitarios que ocupen plaza de extranjero, mientras que un canterano debe permanecer al menos tres años en edad formativa en el club (15-21 años) para ser considerado como tal.[122]

### Transferencias 2025-26
| Altas               | Altas         | Altas                   | Altas    | Altas        |
| Jugador             | Posición      | Procedencia             | Tipo     | Coste        |
| ------------------- | ------------- | ----------------------- | -------- | ------------ |
| João Pedro          | Delantero     | Brighton & Hove Albion  | Traspaso | € 63.700.000 |
| Jamie Bynoe-Gittens | Delantero     | Borussia Dortmund       | Traspaso | € 56.000.000 |
| Jorrel Hato         | Defensa       | Ajax de Ámsterdam       | Traspaso | € 44.180.000 |
| Liam Delap          | Delantero     | Ipswich Town            | Traspaso | € 35.500.000 |
| Estêvão             | Delantero     | Palmeiras               | Traspaso | € 34.000.000 |
| Dário Essugo        | Mediocampista | Sporting de Portugal    | Traspaso | € 22.270.000 |
| Mamadou Sarr        | Defensa       | Racing de Estrasburgo   | Traspaso | € 14.000.000 |
| Kendry Páez         | Mediocampista | Independiente del Valle | Traspaso | € 10.000.000 |

| Bajas                 | Bajas         | Bajas                 | Bajas           | Bajas        |
| Jugador               | Posición      | Destino               | Tipo            | Coste        |
| --------------------- | ------------- | --------------------- | --------------- | ------------ |
| Noni Madueke          | Delantero     | Arsenal               | Traspaso        | € 56.000.000 |
| Kiernan Dewsbury-Hall | Mediocampista | Everton               | Traspaso        | € 33.300.000 |
| João Félix            | Delantero     | Al-Nassr              | Traspaso        | € 30.000.000 |
| Đorđe Petrović        | Portero       | Bournemouth           | Traspaso        | € 28.900.000 |
| Armando Broja         | Delantero     | Burnley               | Traspaso        | € 28.640.000 |
| Lesley Ugochukwu      | Mediocampista | Burnley               | Traspaso        | € 28.900.000 |
| Mathis Amougou        | Mediocampista | Racing de Estrasburgo | Traspaso        | € 14.500.000 |
| Bashir Humphreys      | Defensa       | Burnley               | Traspaso        | € 14.000.000 |
| Ishe Samuels-Smith    | Defensa       | Racing de Estrasburgo | Traspaso        | € 8.000.000  |
| Kepa Arrizabalaga     | Portero       | Arsenal               | Traspaso        | € 5.800.000  |
| Marcus Bettinelli     | Portero       | Manchester City       | Traspaso        | € 2.400.000  |
| Lucas Bergström       | Portero       | Mallorca              | Libre           | € 0          |
| Mike Penders          | Portero       | Racing de Estrasburgo | Préstamo        | € 0          |
| Caleb Wiley           | Defensa       | Watford               | Préstamo        | € 0          |
| Mamadou Sarr          | Defensa       | Racing de Estrasburgo | Préstamo        | € 0          |
| Kendry Páez           | Mediocampista | Racing de Estrasburgo | Préstamo        | € 0          |
| Marc Guiu             | Delantero     | Sunderland            | Préstamo        | € 0          |
| Jadon Sancho          | Delantero     | Manchester United     | Fin de Préstamo | € 0          |
| Mijailo Mudryk        | Delantero     | Inhabilitado          | Suspendido      | € 0          |

## Registros
El jugador que más partidos oficiales ha jugado en el Chelsea es el excapitán Ron Harris, que jugó en 795 encuentros entre 1961 y 1980. Este récord está lejos de ser alcanzado en un futuro cercano. El guardameta con más encuentros disputados es Peter Bonetti, con 729 apariciones entre 1959 y 1979. Actualmente, el jugador con más apariciones en el Chelsea es Frank Lampard, con 604 encuentros disputados desde que fue contratado en 2001, además de que es el jugador con más llamadas a la selección inglesa, acumulando 88 llamadas ―86 durante su estadía con el Chelsea―.
Frank Lampard es el goleador histórico del Chelsea, con 203 goles (Desde 2001). Otros nueve jugadores han marcado más de 100 veces con la camiseta del equipo: George Hilsdon (1906–12), George Mills (1929–43), Roy Bentley (1948–56), Jimmy Greaves (1957–61), Bobby Tambling (1959–70), Peter Osgood (1964–74 y 1978–79), Kerry Dixon (1983–92) y Didier Drogba (desde 2004). Antes de Lampard, Dixon estuvo cerca de romper el récord de Tambling con 193 goles, Greaves, además, mantiene el récord de más goles anotados en una temporada (43 en la temporada 1960-61).

#### Jugadores con más presencias
A continuación se listan los jugadores con más presencias en la historia del club:
- Cifras actualizadas a 28 de mayo de 2023.

| #  | Jugador           | Período | Total | Liga1 | FA Cup | League Cup | UEFA | Otras2 |
| -- | ----------------- | ------- | ----- | ----- | ------ | ---------- | ---- | ------ |
| 1  | Ron Harris        | 1961-80 | 795   | 655   | 64     | 48         | 27   | 1      |
| 2  | Peter Bonetti     | 1959-79 | 729   | 600   | 57     | 45         | 26   | 1      |
| 3  | John Terry        | 1998-17 | 717   | 492   | 58     | 37         | 124  | 6      |
| 4  | Frank Lampard     | 2001-14 | 648   | 429   | 58     | 34         | 117  | 10     |
| 5  | John Hollins      | 1963-84 | 592   | 465   | 51     | 48         | 27   | 1      |
| 6  | César Azpilicueta | 2012-23 | 508   | 349   | 39     | 31         | 80   | 9      |
| 7  | Petr Čech         | 2004-15 | 494   | 333   | 33     | 17         | 103  | 8      |
| 8  | Dennis Wise       | 1990-01 | 445   | 332   | 38     | 30         | 38   | 7      |
| 9  | Steve Clarke      | 1987-98 | 421   | 330   | 36     | 26         | 12   | 17     |
| 10 | Kerry Dixon       | 1983-92 | 420   | 335   | 20     | 41         | 0    | 24     |

- (1) Incluye la First Division, la Second Division y la Premier League.
- (2) Incluye la Charity/Community Shield, los play-offs de la Second Division, la Full Members Cup y el Mundial de Clubes.
- En negritas, los jugadores que actualmente militan en el club.

#### Máximos anotadores
A continuación se listan los máximos anotadores en la historia del club:
- Cifras actualizadas a 31 de mayo de 2019.

| #  | Jugador        | Período           | Total | Liga1 | FA Cup | League Cup | UEFA | Otras2 |
| -- | -------------- | ----------------- | ----- | ----- | ------ | ---------- | ---- | ------ |
| 1  | Frank Lampard  | 2001-14           | 211   | 147   | 26     | 11         | 26   | 1      |
| 2  | Bobby Tambling | 1959-70           | 202   | 164   | 25     | 10         | 3    | 0      |
| 3  | Kerry Dixon    | 1983-92           | 193   | 147   | 8      | 25         | 0    | 13     |
| 4  | Didier Drogba  | 2004-15           | 164   | 104   | 12     | 10         | 36   | 2      |
| 5  | Roy Bentley    | 1948-56           | 150   | 128   | 21     | 0          | 0    | 1      |
| 6  | Peter Osgood   | 1964-74 y 1978-79 | 150   | 105   | 19     | 10         | 16   | 0      |
| 7  | Jimmy Greaves  | 1957-61           | 132   | 124   | 3      | 2          | 3    | 0      |
| 8  | George Mills   | 1929-43           | 125   | 118   | 7      | 0          | 0    | 0      |
| 9  | Eden Hazard    | 2012-19           | 110   | 85    | 5      | 8          | 12   | 0      |
| 10 | George Hilsdon | 1906-12           | 108   | 98    | 10     | 0          | 0    | 0      |

- (1) Incluye la First Division, la Second Division y la Premier League.
- (2) Incluye la Charity/Community Shield, los play-offs de la Second Division y la Full Members Cup.
- En negritas, los jugadores que actualmente militan en el club.

## Entrenadores
El Chelsea ha tenido un total de 32 entrenadores a lo largo de su historia y ha llegado a contar con el servicio de múltiples entrenadores de distintas nacionalidades, siendo los de nacionalidad inglesa la más numerosa con un total de quince entrenadores, seguido por un total de seis entrenadores escoceses, tres entrenadores italianos, dos entrenadores portugueses, dos entrenadores neerlandeses, un entrenador norirlandés, un entrenador israelí y un entrenador brasileño. El primer entrenador del equipo fue el escocés John Tait Robertson, quien estuvo en el cargo desde 1905 hasta 1906, obteniendo un muy aceptable promedio de efectividad del 60%. El entrenador más longevo es David Calderhead, quien se mantuvo en el cargo 26 años, acumulando 966 partidos dirigidos, de los cuales solamente ganó 384, obteniendo un porcentaje de efectividad del 40%. El primer entrenador en darle al club su primer título fue Ted Drake, quien en 1955 llevó al Chelsea a conseguir el título de la First Division. Drake fue también el que inició la modernización del equipo después de su arribo en 1952. El primer entrenador en darle al Chelsea su primer título internacional fue Dave Sexton, quien llevó al club a consagrarse campeón de la Recopa de Europa en 1971. Otro entrenador histórico fue John Neal quien, en medio de una fuerte crisis financiera en el club, fue capaz de levantar al equipo, llevándolo al ascenso en 1984 y estableciéndolo en la máxima categoría.
Cuando el club comenzó su refundación en 1996, dos entrenadores desempeñaron un papel importante durante esta etapa, los cuales fueron Ruud Gullit y Gianluca Vialli. Gullit llegó al club inicialmente como jugador-entrenador, haciendo una serie de fichajes, entre los que estaban Vialli. Gullit formó un fuerte equipo que llevó al club a consagrarse campeón de la FA Cup en 1997. Después de la salida de Gullit en 1998, Vialli tomó el cargo, también como jugador-entrenador. Su llegada pronto dio resultados, ya que ese mismo año logró conseguir tres campeonatos, la Football League Cup, la Recopa de Europa y la Supercopa de Europa. Dos años más tarde, Vialli consiguió la FA Cup y la Charity Shield. Vialli también es a su vez el segundo entrenador con más títulos en la historia del club.
El entrenador más laureado del Chelsea es el portugués José Mourinho. Después de su llegada en 2004, el club inmediatamente comenzó a llenar su vitrina de más trofeos, ya que obtuvo un bicampeonato en las temporadas 2004-05 y 2005-06, así como dos Football League Cups, una FA Cup y una Community Shield; sin embargo, no fue capaz de llevar al equipo a la final de la Liga de Campeones de la UEFA, al haber sido eliminado de las semifinales en dos ocasiones por el Liverpool FC (2004-05 y 2006-07). El primer técnico en llevar al club a la final de la Liga de Campeones fue el israelí Avram Grant en 2008, final en donde el Chelsea fue derrotado 6-5 por el Manchester United en la tanda de penales. Con la llegada del italiano Carlo Ancelotti, el Chelsea obtuvo una Community Shield, así como su primer doblete entre Premier League y FA Cup en su primer año bajo su mandato. Tras el despido de Ancelotti, Roman Abramovich fichó al joven portugués André Villas-Boas, que venía casi en circunstancias similares a las de Mourinho. Sin embargo el entrenador fue despedido ocho meses después al no conseguir los resultados esperados. El italiano Roberto Di Matteo, fue nombrado entrenador interino después de que su exentrenador fuese despedido. Con Roberto Di Matteo, el Chelsea se coronó campeón de la FA Cup y por primera vez en su historia en la UEFA Champions League de la edición 2012. Tras un mal comienzo de campaña, Di Matteo fue despedido y en su reemplazo llegó el español Rafa Benítez, contratado sólo hasta final de temporada. Con Benítez, Chelsea obtuvo la Liga Europa de la UEFA y terminó tercero en la liga. Para la temporada 2013-14 se contrató nuevamente a José Mourinho.

### Presidencia y propiedad
Desde su fundación en 1905, Chelsea ha tenido un total de 11 presidentes. El primer presidente del club fue Claude Kirby, quien a su vez es el presidente más longevo, al haber acumulado 30 años en el cargo ―desde 1905 hasta 1935―; sin embargo, no pudo conseguir ningún campeonato durante sus años en la presidencia. Otros presidentes históricos del club fueron Joe Mears ―hijo del cofundador del club Joe Mears― y Brian Mears ―hijo a su vez de Joe―. Joe, durante sus 26 años en el cargo, vio al Chelsea ganar solamente 3 trofeos, los cuales fueron la First Division en la temporada 1954-55, la Charity Shield en 1955 y la Football League Cup en 1965. Brian, a su vez, en sus 12 años como presidente, obtuvo 3 campeonatos, la FA Cup y la Charity Shield en 1970 y la Recopa de Europa en 1971.
Los tres presidentes más recientes son Ken Bates, Bruce Buck y Todd Boehly. Bates, durante sus 22 años de gestión, vio al Chelsea conseguir 10 títulos ―8 trofeos nacionales y 2 internacionales―. Bates también fue quien libró una batalla legal contra promotores inmobiliarios para que el club no perdiera el Stamford Bridge cuando su plena propiedad fue vendida a los mismos. Fue el presidente más laureado del club hasta que asumió Buck, presidente hasta 2022. Buck llegó a la presidencia en 2004 gracias a Román Abramóvich, a quien llegó a asesorar durante su trabajo en la empresa petrolera Sibneft, la cual pertenecía a Abramóvich antes de venderla a Gazprom en 2005. Durante sus dieciocho años en el cargo, el Chelsea ha conseguido 21 títulos ―15 nacionales y 6 internacionales―, superándolo a Bates. Cabe señalar que el club tuvo como presidente vitalicio al célebre actor y productor de cine Richard Attenborough (1923-2014). Attenborough se integró en la junta directiva del club en 1969 como director, cargo en el que se mantuvo hasta 1982, cuando fue promovido a vicepresidente vitalicio y, posteriormente, a presidente vitalicio en 2008.
Tras la Invasión rusa a Ucrania, y muchos de los multimillonarios rusos siendo ya rechazados en las más altas esferas de la Economía mundial, el 2 de marzo del 2022, Abramovich anunció que estaría considerando ya poner en venta al club, valorado en 3240 millones de dólares.

#### Organigrama directivo
- De acuerdo al sitio web oficial.[140]

Chelsea FC plc es la empresa propietaria del Chelsea Football Club. La empresa matriz del Chelsea FC plc es Fordstam Limited, y el control final de Fordstam Limited pertenece a Todd Boehly, Mark Walter, Hansjörg Wyss y Clearlake Capital.
| Miembros de la junta del club | Miembros de la junta del club                           |
| Puesto                        | Nombre                                                  |
| ----------------------------- | ------------------------------------------------------- |
| Propietario                   | Todd Boehly Mark Walter Hansjörg Wyss Clearlake Capital |
| Presidente                    | Todd Boehly                                             |
| Presidente Vitalicio          | Lord Richard Attenborough                               |
| Directores                    | Behdad Eghbali                                          |
| Directores                    | José E. Feliciano                                       |
| Directores                    | Mark Walter                                             |
| Directores                    | Hansjörg Wyss                                           |
| Directores                    | Jonathan Goldstein                                      |
| Directores                    | Barbara Charone                                         |
| Directores                    | Daniel Finkelstein                                      |
| Directores                    | James Pade                                              |
| Director de Operaciones       | David Barnard                                           |
| Vicepresidentes               | Joe Hemani                                              |
| Vicepresidentes               | Anthony Reeves                                          |
| Vicepresidentes               | Alan Spence                                             |
| Director Deportivo            | Laurence Stewart                                        |
| Director Deportivo            | Paul Winstanley                                         |
| Director Técnico              | Christopher Vivell                                      |
| Embajadores                   | Carlo Cudicini                                          |

| Miembros de la junta del Chelsea FC PLC | Miembros de la junta del Chelsea FC PLC                 |
| Puesto                                  | Nombre                                                  |
| --------------------------------------- | ------------------------------------------------------- |
| Propietario                             | Todd Boehly Mark Walter Hansjörg Wyss Clearlake Capital |
| Presidente                              | Todd Boehly                                             |
| Directores                              | Behdad Eghbali                                          |
| Directores                              | José E. Feliciano                                       |
| Directores                              | Mark Walter                                             |
| Directores                              | Hansjörg Wyss                                           |
| Directores                              | Jonathan Goldstein                                      |
| Directores                              | Barbara Charone                                         |
| Directores                              | Daniel Finkelstein                                      |
| Directores                              | James Pade                                              |

## Área social y dimensión sociocultural

### Afición

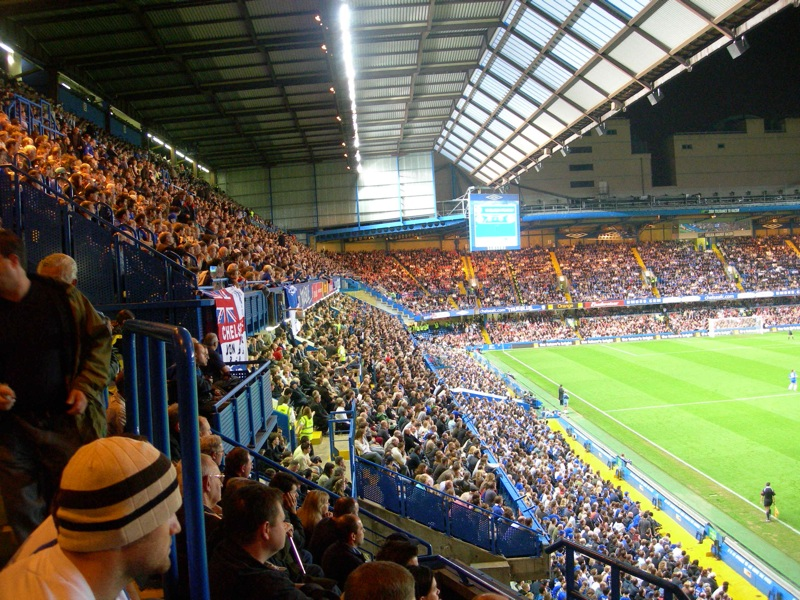
Aficionados del Chelsea presenciando un partido.

Chelsea se encuentra entre los clubes de fútbol más apoyados del mundo. Tiene el quinto mejor promedio de asistencia a su estadio en el fútbol inglés y regularmente atrae cerca de 40.000 aficionados a Stamford Bridge. Además, el equipo fue el quinto con mejor asistencia como local durante la temporada 2009-10, con un promedio de 41,423 personas y el séptimo más grande de la Premier League en la temporada 2014-15, donde su asistencia promedio fue de 41.546 espectadores. La base de la afición del club viene de las clases obreras del oeste de Londres, como los sectores de Hammersmith y Battersea, de sectores más pudientes como Kensington y Chelsea, y de los condados cercanos a Londres, y a pesar de tener uno los boletos más caros en la Premier League, el estadio siempre da la impresión de estar lleno. También hay numerosas peñas oficiales en el Reino Unido y en todo el mundo. Entre 2007 y 2012, el Chelsea ocupó el cuarto puesto mundial en ventas anuales de camisetas, con una media de 910.000. En 2018, el Chelsea tenía 72,2 millones de seguidores en las redes sociales, el cuarto más alto entre los clubes de fútbol.
Durante los partidos, los aficionados del Chelsea cantan temas dedicados al club como "Carefree", "We all follow the Chelsea" —el primero con el tono de "Lord of the Dance" y el segundo con el tono de "Land of Hope and Glory"—, y el emblemático "Blue is the Colour", además de otros temas como "Ten Men Went to Mow", "Zigga Zagga", "Hello! Hello!" y "Celery". Este último consiste en una tradición en la que los aficionados lanzan apio al finalizar la canción, lo cual ha ocurrido desde mediados de los años 80. Sin embargo, esto ha sido prohibido en Stamford Bridge después de que se suscitara un incidente que involucró al centrocampista español Cesc Fàbregas durante la final de la Copa de la Liga en 2007. La canción rusa "Kalinka" se volvió muy popular entre los aficionados del Chelsea desde que Román Abramóvich compró al club en 2003.
En particular, durante los años 70 y 80, los aficionados del Chelsea fueron ampliamente asociados con el hooliganismo. El grupo de aficionados del club, los Chelsea Headhunters, fueron nacionalmente notorios por actos violentos en contra de aficionados de otros equipos, como los Inter City Firm del West Ham United o los Bushwackers del Millwall FC, los cuales ocurrían antes y después de los partidos.
El aumento del hooliganismo en los años 1980 llevó al presidente Ken Bates a proponer un cercado eléctrico para detener a quien pudiera ingresar al campo de juego, pero esta iniciativa fue rechazada por el Consejo del Gran Londres. Los aficionados del Chelsea fueron acusados de tener relación con grupos neonazis como Combat 18 y otras organizaciones de extrema derecha o racistas como el Partido Nacional Británico. Desde los años 90, ha habido una baja considerable con problemas con las fanaticadas como resultado de un estricto control policial, circuitos cerrados de televisión, y la venta de todos los asientos del estadio. De acuerdo a estadísticas del Ministerio de Relaciones Interiores del Reino Unido —Home Office—, un total de 126 aficionados del Chelsea fueron arrestados durante la temporada 2009-10, siendo el tercer registro más alto de la temporada, además de que 27 órdenes de prohibición fueron dictadas, siendo también el quinto registro más alto de la campaña.

### El Chelsea en la cultura popular

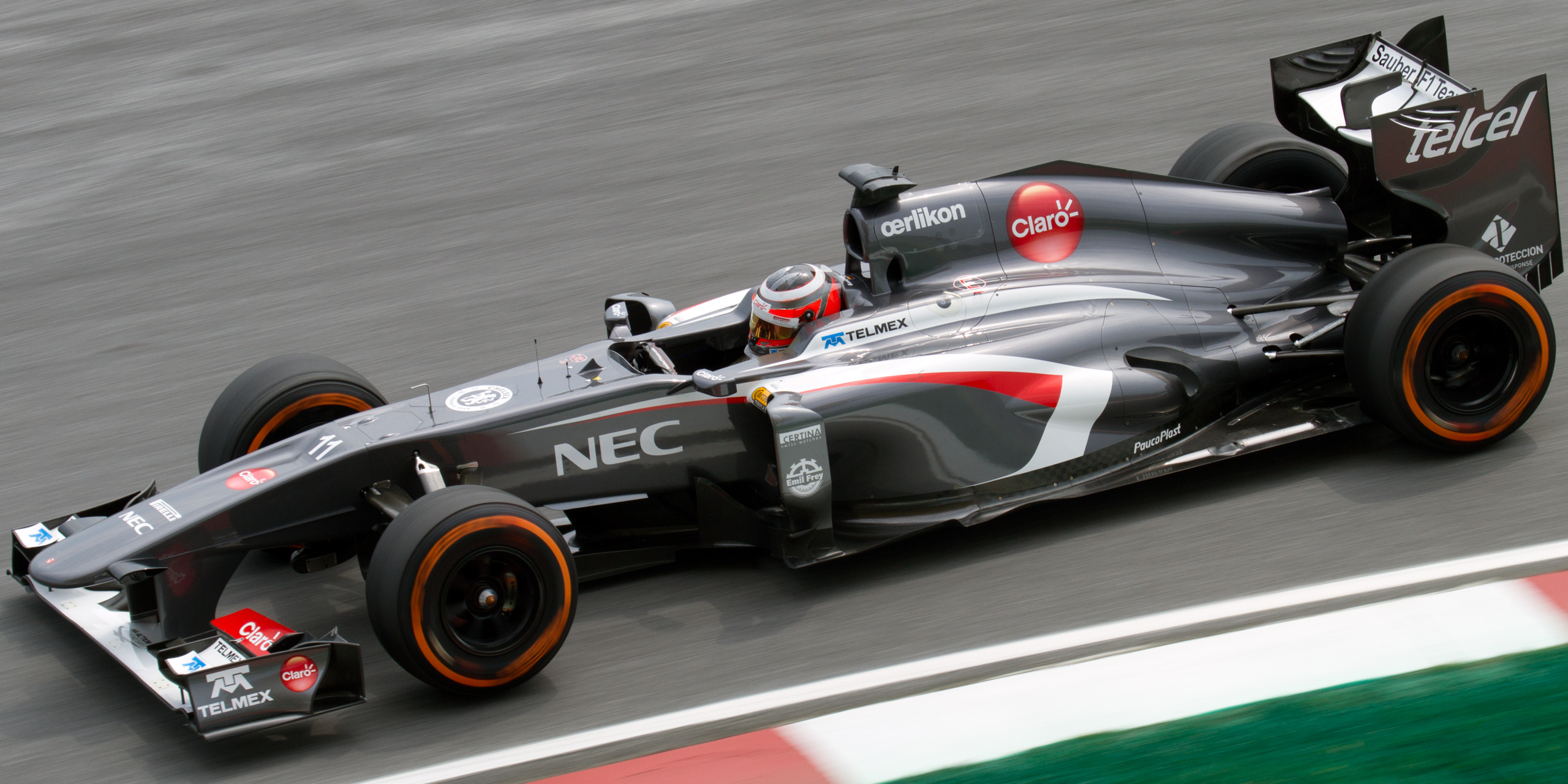
El Sauber F1 Team ha sido un Sponsorship para el Chelsea.

En 1930, Chelsea hizo su primer cameo en una de las primeras películas sobre fútbol, llamada "The Great Game". El exdelantero del Chelsea, Jack Cock ―quien en ese entonces jugaba para el Millwall FC―, fue la estrella de la película, en la cual varias escenas fueron filmadas en Stamford Bridge, incluyendo el terreno de juego, la sala de juntas y los vestidores. También incluyó colaboraciones de jugadores del Chelsea como Andrew Wilson, George Mills y Sam Millington. Debido a la notoriedad de los Chelsea Headhunters, fanaticada relacionada con el club, el Chelsea también ha figurado en películas sobre el hooliganismo en el fútbol. La más reciente en la que participó fue en "The Football Factory", en 2004. En su cameo más reciente en una película, en 2007 el club participó en el filme indio "Jhoom Barabar Jhoom".
Hasta los años cincuenta, el club tuvo una larga asociación con el music hall. Con su bajo rendimiento a menudo proporcionaba material para comediantes como George Robey. Todo eso culminó con una canción cómica de Norman Long en 1933, irónicamente titulada "On the Day That Chelsea Went and Won the Cup", cuya letra describe una serie de extraños e improbables sucesos en un hipotético día en que el Chelsea finalmente ganó su primer trofeo.
La canción "Blue is the Colour" fue hecha para la final de la Football League Cup en 1972, con todos los miembros del equipo cantando, alcanzando el puesto #5 en el UK Singles Chart. Preparándose para la final de la FA Cup en 1997, la canción "Blue Day", la cual fue hecha por el cantante Suggs en colaboración con jugadores del Chelsea, alcanzó el puesto #22 en el UK Singles Chart. El cantante canadiense Bryan Adams, quien es aficionado al Chelsea, le dedicó al club la canción titulada «We're Gonna Win», de su álbum 18 til I Die. Además, en la portada del álbum "Sing When You're Winning" del cantante británico Robbie Williams, aparece el Stamford Bridge con Robbie celebrando la obtención de un trofeo en dicho estadio.

## Rivalidades

### Nacionales

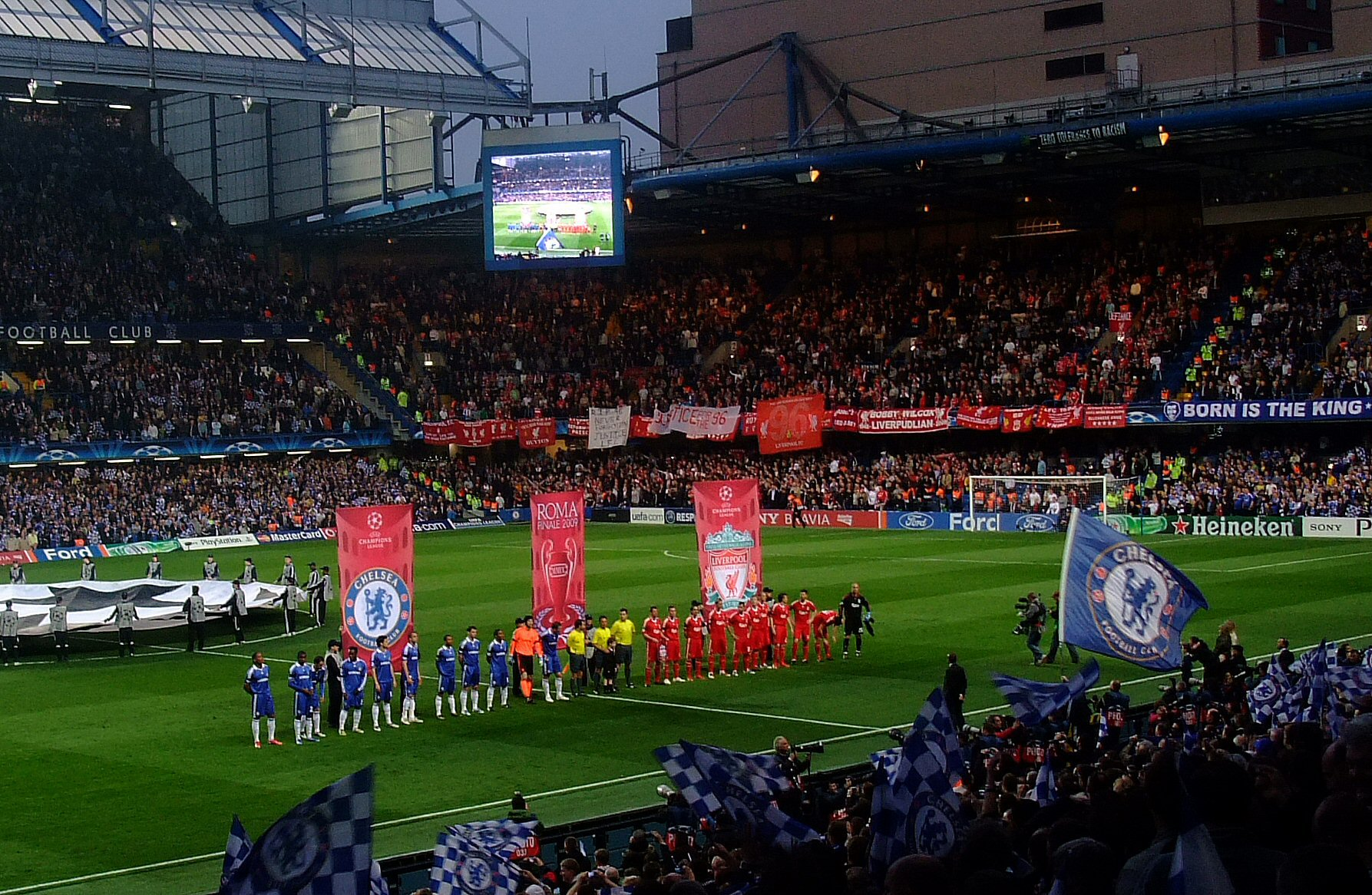
La rivalidad con el Liverpool FC ha aumentado desde comienzos de los años 2000 por sus constantes y trascendentes partidos.

El rival tradicional del Chelsea es el Fulham F.C., con el cual comparte el mismo distrito en donde se fundó el club. Dicha rivalidad es conocida como The SW6 Derby, debido a que los clubes comparten el mismo código postal SW6. Sin embargo, el Fulham no es visto como gran rival para el Chelsea, ya que han pasado cerca de 40 años en distintas divisiones y porque el Chelsea se ha vuelto uno de los equipos más fuertes en el fútbol inglés debido a la gran inversión de Román Abramóvich desde su llegada, aunque la rivalidad entre ambos clubes no ha desaparecido. Roy Bentley, Ray Wilkins, Dave Beasant, Wayne Bridge, Damien Duff, Ian Pearce, Clive Walker, Alexey Smertin y André Schürrle son algunos de los futbolistas que jugaron en ambos equipos. Aunque no existe una gran animosidad, los partidos contra el Queens Park Rangers y contra el Brentford F.C. también se consideran derbis, debido a la proximidad entre los clubes. Bentley, Wilkins y Walker también llegaron a jugar en el Queens Park Rangers. En 2007, el QPR se convirtió en el club más rico del fútbol inglés después de la llegada del multimillonario Lakshmi Mittal, quien tiene una fortuna dos veces mayor a la de Abramóvich, lo que ha aumentado la rivalidad entre ambos clubes. Sin embargo, la rivalidad perdió importancia al no obtener buenos resultados el QPR, haciendo que Mittal venda sus acciones del equipo al magnate de la Fórmula 1, Bernie Ecclestone.
De acuerdo a una encuesta realizada en 2004 por Planetfootball.com, los aficionados del Chelsea consideraron que sus mayores competidores son el Arsenal F.C., el Tottenham Hotspur y el Manchester United. Adicionalmente, una fuerte rivalidad con el Leeds United viene desde algunos controversiales partidos en los años 1960 y 70, en especial la final de la FA Cup entre ambos clubes en el año 1970. La rivalidad con el Arsenal no se limita al hecho de que ambos clubes sean de la misma ciudad. El éxito del Chelsea desde la temporada 2004-05 se ha vuelto difícil de digerir para los «gunners», quienes creían que serían la nueva fuerza dominante en el fútbol inglés después de haber sido campeones invictos en la temporada 2003-04. Sin embargo, Chelsea pasó de ser un equipo que no era campeón de liga desde hace 50 años a ser una de las mayores potencias del fútbol mundial en unos cuantos años, robando el lugar que el Arsenal tenía como objetivo. Tommy Docherty, Tommy Lawton, Graham Rix, David Rocastle, Emmanuel Petit, Ashley Cole, William Gallas, Yossi Benayoun, Lassana Diarra, Nicolas Anelka, Cesc Fàbregas, Petr Čech, Olivier Giroud, Kai Havertz, David Luiz y Raheem Sterling han jugado en ambos clubes.
Últimamente, la rivalidad con el Manchester United se ha intensificado enormemente, alcanzando su punto álgido en la temporada 2007-08, en donde ambos equipos lucharon por el título de la Premier League jornada tras jornada y por el título de la Liga de Campeones, aunque los «red devils» terminaron llevándose ambos campeonatos. La derrota en la final de la Liga de Campeones fue uno de los momentos más dolorosos en la historia del Chelsea. Los «blues» tenían la oportunidad de poder consagrarse campeones de Europa por primera vez en su historia. Sin embargo, el resbalón de John Terry en el tiro decisivo y la atajada de Edwin van der Sar a Nicolas Anelka ―ambos en la tanda de penaltis― pusieron fin a las aspiraciones del Chelsea. Ray Wilkins, Mark Hughes, Mark Bosnich, Juan Sebastián Verón, Juan Mata, Radamel Falcao García y Nemanja Matić han jugado tanto para los «blues» como para los «red devils».

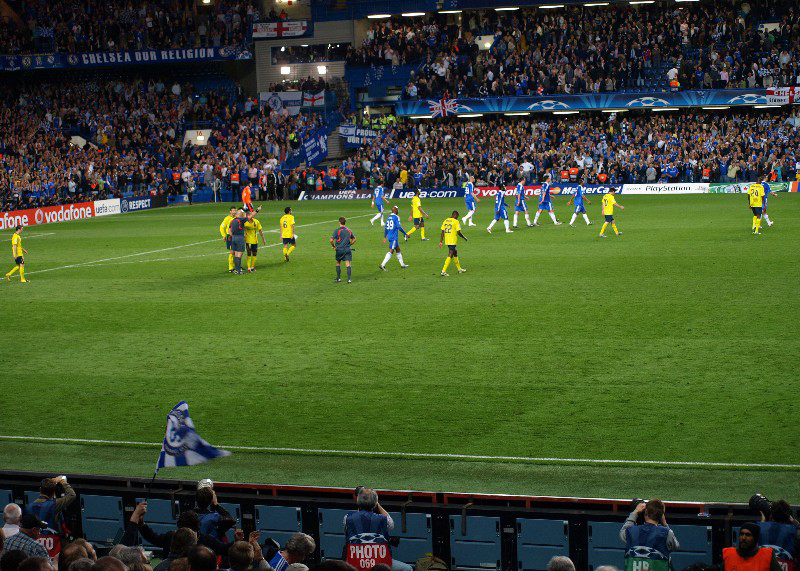
El Chelsea y el Barcelona se han enfrentado en múltiples ocasiones en la Liga de Campeones.

Otras de las rivalidades más recientes es con el Liverpool FC, ya que ambos clubes se han enfrentado en la Liga de Campeones en cinco ediciones de forma consecutiva, tres de ellas en semifinales, una en cuartos de final y una en la fase de grupos. Los «reds» habían salido avantes en las temporadas 2004-05 y 2006-07, pero el Chelsea pudo igualar la marca en las temporadas 2007-08 y 2008-09. La serie más polémica fue en la edición 2004-05, donde Luis García anotó un gol controvertido en el partido de vuelta que le dio el pase a la final al Liverpool. José Mourinho calificó esa anotación como "un gol fantasma", "un gol proveniente de la luna" o como "un gol anotado por el árbitro asistente". Nicolas Anelka, Boudewijn Zenden, Glen Johnson, Joe Cole, Yossi Benayoun, Raul Meireles, Fernando Torres, Daniel Sturridge y Mohamed Salah son conocidos por su paso en ambos clubes.

### Internacionales
Su mayor rival en competiciones europeas es el FC Barcelona y, al igual que el Liverpool, se han enfrentado en la Liga de Campeones, así como también en la Copa de Ferias, sumando un total de siete enfrentamientos entre ambos clubes en competiciones internacionales, en las cuales el Chelsea ha salido victorioso en dos ocasiones. El primer enfrentamiento entre ambos clubes fue en la temporada 1965-66 de la Copa de Ferias, en donde ambos equipos empataron a 2-2 en el global, pero en el partido de desempate en el Camp Nou, los «culés» eliminaron a los «blues» por 5-0. Su primer enfrentamiento en Liga de Campeones fue en los cuartos de final de la edición 1999-00, en donde, a pesar de que el Chelsea ganó el partido de ida por 3-1 en Stamford Bridge, el Barcelona logró remontar en casa, eliminando al Chelsea por 5-1. Sin embargo, en los octavos de final de la edición 2004-05, después de haber sido derrotados por 2-1 como visitantes, el Chelsea logró eliminar al Barcelona con un marcador de 4-2 como locales, aunque en la edición 2005-06, con ayuda de Ronaldinho, los «blaugranas» salieron avantes en la misma fase. En la edición 2006-07, el Chelsea se enfrentó al Barcelona en la fase de grupos, donde salió victorioso por 1-0 como local y empató como visitante con gol a último minuto de Didier Drogba.
El enfrentamiento entre ambos clubes en las semifinales de la edición 2008-09 ―en donde el Chelsea tenía como objetivo el pase a la final para buscar la revancha de la final anterior ante el Manchester United― fue el más polémico de todos. Después de haber empatado a 0-0 en Barcelona, el Chelsea tenía la oportunidad de liquidar la serie como local. Sin embargo, después de que el Chelsea se pusiera al frente en el marcador gracias a Michael Essien, los «blues» fueron eliminados por un gol en el último minuto de Andrés Iniesta. Dicho partido estuvo plagado de decisiones arbitrales controvertidas, incluyendo diversos penaltis reclamados por el club inglés, y un penal y una expulsión discutida por el bando español.
En la edición 2011-2012, el equipo londinense se clasificó para la final gracias a una victoria por 1-0 en Stamford Bridge con un gol de Didier Drogba, asistencia de Ramires y un empate 2-2 con goles de Ramires de vaselina y un gol de Fernando Torres en el minuto 92' en el Camp Nou.
En la edición 2017-18 se enfrentaron en la instancia de octavos de final. En la ida el conjunto inglés fue muy superior al marcar un gol y estrellar 2 balones a los postes, siendo las 3 acciones obra de Willian, pero un error de Christensen permitió el empate del conjunto español en lo que fue su único remate a puerta en todo el partido, tras un robo de balón de Iniesta y el gol posterior de Messi poniendo la eliminatoria a favor del conjunto blaugrana. En la vuelta en el Camp Nou, el Barcelona se puso en ventaja con un gol tempranero de Messi frente a un Chelsea que se encontró nuevamente con los postes en 2 ocasiones; un contragolpe del Barca que culminó en el gol de Dembélé y otro disparo de Messi entre las piernas de Courtois sentenciaron la eliminatoria a favor del equipo español con un 4-1 global.
Mark Hughes, Boudewijn Zenden, Albert Ferrer, Winston Bogarde, Deco, Eiður Guðjohnsen, Cesc Fábregas, Pedro, Andreas Christensen, Marcos Alonso y Oriol Romeu jugaron para ambos equipos, pero solo el islandés jugó ante los dos clubes.
| Club                                                    | PJ | PG | PE | PP | Última victoria     | Último empate         | Última derrota      |
| ------------------------------------------------------- | -- | -- | -- | -- | ------------------- | --------------------- | ------------------- |
| F. C. Barcelona                                         | 17 | 5  | 6  | 6  | 18 de abril de 2012 | 20 de febrero de 2018 | 14 de marzo de 2018 |
| * Datos actualizados hasta los últimos enfrentamientos. |    |    |    |    |                     |                       |                     |